# 직조

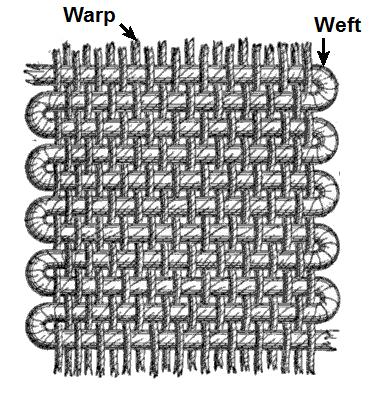
평직으로 짜여진 날실과 씨실

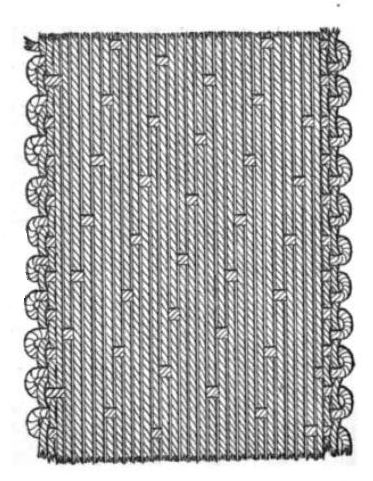
견섬유에 흔한 새틴 직물로, 각 날실이 15개의 씨실 위를 떠 있다.

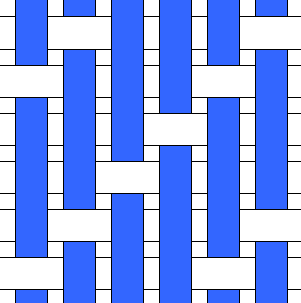
데님에 사용되는 3/1 능직

직조(織造, weaving)는 직물을 생산하는 방법 중 하나로, 두 개의 서로 다른 실 또는 천 가닥을 직각으로 교차시켜 천을 만드는 것이다. 세로 방향의 실은 날실이라 불리며, 가로 방향의 실은 씨실 또는 씨라고 불린다. 이 실들이 엮이는 방식은 천의 특성에 영향을 미친다.
천은 보통 직기에서 짜여지는데, 직기는 날실을 제자리에 고정시키고 씨실을 그 사이로 엮어 넣는 장치이다. 이 천의 정의(씨실이 날실 사이를 감아 도는 방식)에 부합하는 직물 띠는 태블릿 직조, 백 스트랩 직기, 또는 직기 없이 할 수 있는 다른 기술들을 포함한 다른 방법으로도 만들 수 있다.
날실과 씨실이 서로 얽히는 방식을 직조(weave)라고 한다. 대부분의 직물 제품은 세 가지 기본 직조 중 하나로 만들어진다: 평직, 새틴, 또는 능직. 직조된 천은 단순하거나 고전적일 수 있으며 (단색 또는 간단한 패턴), 장식적이거나 예술적인 디자인으로 짤 수도 있다.

## 공정과 용어

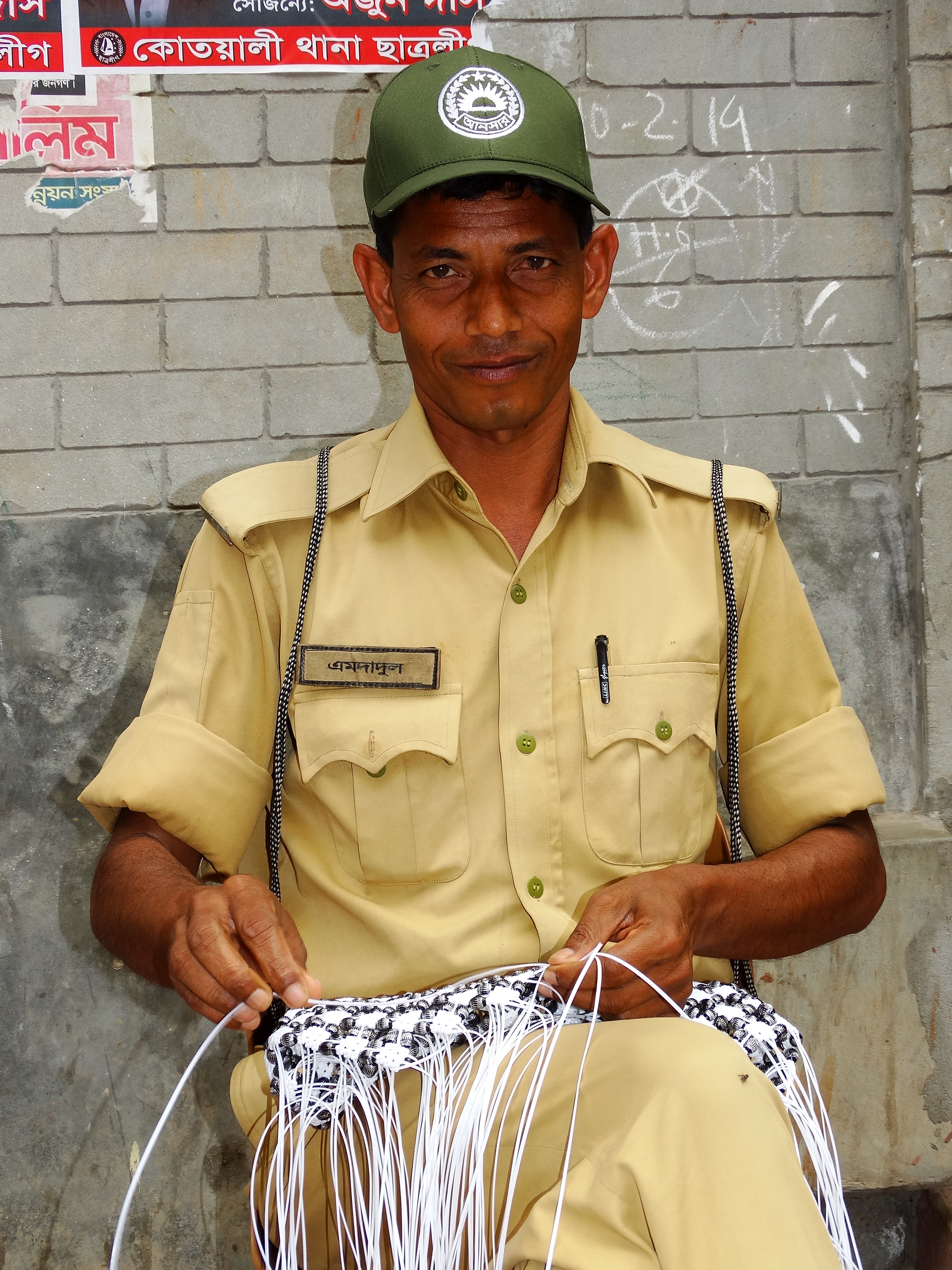
방글라데시 안사르(Bangladesh Ansar) 장교가 근무 중 직조를 하고 있다.

일반적으로 직조는 직기를 사용하여 두 세트의 실을 서로 직각으로 엮는 것을 포함한다. 세로로 달리는 날실과 이를 가로지르는 씨실(구식으로는 씨)이다. (Weft는 "짜여진 것"을 의미하는 고대 영어 단어이다; leave와 left를 비교해 보라.) 하나의 날실은 끝이라고 불리며, 하나의 씨실은 픽(pick)이라고 불린다. 날실은 보통 직기에서 팽팽하게 평행하게 유지된다. 직기에는 여러 종류가 있다.
직조는 직기의 주요 동작이라고도 불리는 다음 세 가지 동작의 반복으로 요약될 수 있다.
- 개구(Shedding): 날실(ends)을 올리거나 내려서 씨실(pick)이 통과할 수 있는 명확한 공간인 개구를 형성하기 위해 날실을 분리하는 과정이다.
- 씨실 삽입(Picking): 씨실 또는 픽을 손, 에어 제트, 래피어 또는 북을 사용하여 직기 가로질러 추진하는 과정이다.
- 바디질(Beating-up or battening): 바디를 사용하여 씨실을 천의 펠(fell) 쪽으로 밀어붙이는 과정이다.[4]

날실은 두 개의 겹치는 그룹 또는 선(대부분 인접한 실이 반대 그룹에 속함)으로 나뉘며, 서로 위에 있는 두 평면으로 배열되어 북이 그 사이를 직선 운동으로 통과할 수 있다. 그런 다음, 직기 메커니즘에 의해 위 그룹이 내려가고 아래 그룹이 올라가면서(개구), 북이 반대 방향으로도 직선 운동으로 통과할 수 있다. 이 동작들을 반복하면 직물이 형성되지만, 바디질을 하지 않으면 인접한 씨실 사이의 최종 거리가 불규칙하고 너무 커진다.
직기의 보조 동작은 다음과 같다:
- 풀어내는 동작 (Let off motion): 날실이 날실 빔에서 일정한 속도로 풀려 나와 충전재가 균일하고 필요한 디자인을 만들도록 한다.
- 감아들이는 동작 (Take up motion): 직조된 직물을 일정한 방식으로 감아들여 충전재의 밀도를 유지한다.

직기의 세 번째 동작은 정지 동작이다: 실이 끊어졌을 때 직기를 멈추기 위함이다. 두 가지 주요 정지 동작은 다음과 같다:
- 날실 정지 동작
- 씨실 정지 동작

직기의 주요 부분은 틀, 날실빔 또는 직조빔, 천롤(앞치마바), 바디실 및 그 장착대, 바디이다. 날실빔은 직기 뒤쪽에 있는 나무 또는 금속 실린더로, 날실이 감겨 있다. 날실 가닥은 날실빔에서 직기 앞쪽으로 평행하게 뻗어 천롤에 부착된다. 날실의 각 가닥 또는 가닥 그룹은 바디실의 구멍(눈)을 통과한다. 날실 가닥은 바디실에 의해 두 개 이상의 그룹으로 분리되며, 각 그룹은 바디실의 움직임에 따라 제어되고 자동으로 위아래로 당겨진다. 작은 패턴의 경우 바디실의 움직임은 하니스라고 불리는 프레임을 통해 바디실을 위로 움직이는 "캠"에 의해 제어된다; 더 큰 패턴의 경우 바디실은 회전하는 드럼에 삽입된 못에 따라 바디실이 올라가는 도비(dobby) 메커니즘에 의해 제어된다. 복잡한 디자인이 필요한 경우, 바디실은 자카드 직기에 부착된 하니스 코드를 통해 올려진다. 하니스(바디실)가 위아래로 움직일 때마다 날실 가닥 사이에 개구가 생기고, 이 개구로 픽(씨실)이 삽입된다. 전통적으로 씨실은 북으로 삽입된다.
기존의 직기에서는 연속적인 씨실이 피른에 실려 북 안에 들어 있는데, 이 북은 개구부를 통과한다. 손직공은 픽킹 스틱을 사용하여 북을 좌우로 던져 움직일 수 있었다. 동력직기의 "픽킹"은 캠으로 제어되는 오버픽 또는 언더픽 메커니즘을 사용하여 분당 80~250회 북을 양쪽에서 빠르게 쳐서 이루어진다. 피른이 소모되면 북에서 배출되어 직기에 부착된 배터리에 있는 다음 피른으로 교체된다. 여러 개의 북 상자를 사용하면 두 개 이상의 북을 사용할 수 있다. 각 북은 다른 색상을 운반할 수 있어 직기 전체에 걸쳐 줄무늬를 만들 수 있다.

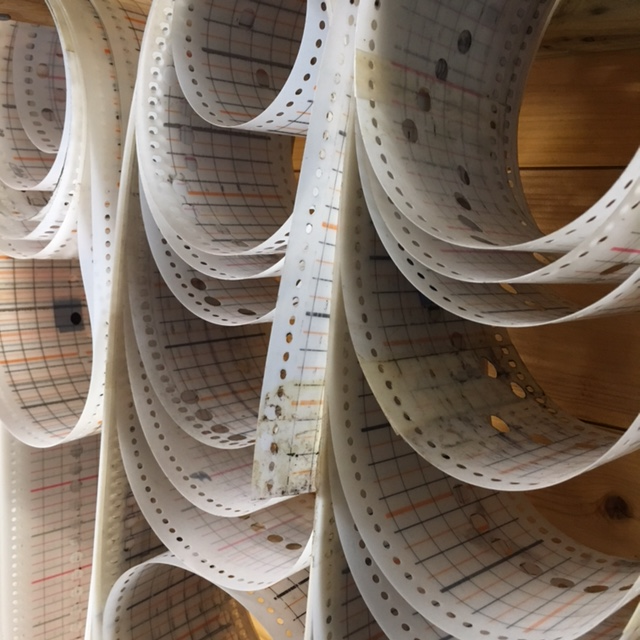
스코틀랜드 스카이섬의 스카이 직조사가 사용하는 직조 패턴 카드

래피어(rapier)형 직조기는 북이 없으며, 작은 그리퍼 또는 래피어를 사용하여 절단된 씨실을 추진한다. 이 그리퍼 또는 래피어가 씨실을 집어 직기 절반을 가로질러 운반하면 다른 래피어가 이를 집어 나머지 절반을 당겨 운반한다. 일부는 분당 2,000미터 이상의 속도로 씨실을 직기 가로질러 운반한다. 피카놀과 같은 제조업체는 기계적 조정을 최소화하고, 그래픽 사용자 인터페이스를 통해 모든 기능을 컴퓨터로 제어한다. 다른 유형은 압축 공기를 사용하여 픽을 삽입한다. 이들은 모두 빠르고 다용도이며 조용하다.
날실은 더 부드러운 작동을 위해 전분 혼합물로 사이징 처리된다. 직기는 사이즈 처리된 날실을 두 개 이상의 하니스에 연결된 바디실을 통과시켜 워핑(warped, loomed, dressed)된다. 동력 직기의 워핑은 별도의 작업자가 수행한다. 산업용으로 사용되는 대부분의 직기에는 직기에 있는 동안 새 날실을 이전에 사용한 날실의 폐기물에 묶는 기계가 있으며, 그런 다음 작업자가 오래된 실과 새 실을 날실 빔에 다시 감는다. 하니스는 캠, 도비 또는 자카드 헤드에 의해 제어된다.

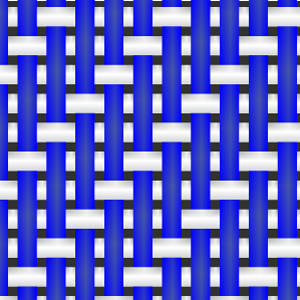
데님에 사용되는 3/1 능직

날실을 다양한 순서로 올리고 내리는 방식은 다음과 같은 여러 직물 구조를 만들어낸다.
- 평직: 평직, 홉색, 포플린, 호박단, 폴트 드 수아(poult-de-soie), 피비오네스(pibiones), 그로그랭[8]
- 능직: 씨실 플로트 다음에 날실 플로트가 오는 형태로, 대각선 패턴을 이룬다. 예로는 2/1 능직, 3/3 능직, 1/2 능직이 있다. 이들은 평직보다 부드러운 직물이다.[9]
- 새틴: 새틴과 사틴[10]
- 자카드 직물과 같은 복잡한 컴퓨터 생성 교차 직물
- 파일 직물: 우단과 벨벳처럼 표면에 잘린 실(파일)이 있는 직물[10]
- 직조선은 직물의 가장자리를 나타내며, 제조사의 세부 정보가 표시될 수 있다. 길이에 평행한 직물 가장자리의 좁은 부분이다.[11]
- 직물 쓰레기는 직기에 묶는 데 사용되는 나머지 실이다. 직조할 수 없는 날실 부분이다. 이것은 직기 쓰레기라고도 불린다.[12][13][14]

날실과 씨실 모두 최종 제품에서 보일 수 있다. 날실을 더 촘촘하게 배치하면 씨실을 완전히 덮어 립 직물과 같은 날실 직물을 만들 수 있다. 반대로 날실을 넓게 펼치면 씨실이 미끄러져 날실을 완전히 덮어 태피스트리나 킬림 양탄자와 같은 씨실 직물을 만들 수 있다. 수직 직조와 태피스트리에는 다양한 직기 스타일이 있다.

## 고고학

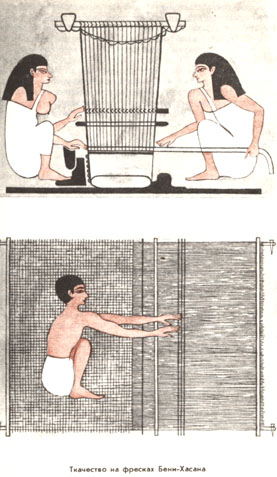
고대 이집트의 직조

직조가 이미 27,000년 전의 구석기 시대에도 알려져 있었다는 몇 가지 증거가 있다. 돌니 베스토니체 유적지에서 불분명한 직물 자국이 발견되었다. 발견에 따르면, 구석기 시대 후기의 직조공들은 다양한 끈류, 땋은 바구니, 정교한 꼬임 및 평직 직물을 생산했다. 유물에는 점토에 찍힌 자국과 불에 탄 직물 잔해가 포함되어 있다.
아메리카 대륙에서 발견된 가장 오래된 직물은 페루 기타레로 동굴에서 발견된 6개의 정교하게 짜여진 직물과 끈의 잔해이다. 식물 섬유로 만들어진 이 직물은 기원전 10,100년에서 9080년 사이로 추정된다.
2013년에는 차탈회위크 유적지의 F. 7121 매장지에서 삼으로 짜여진 천 조각이 발견되었는데, 이는 기원전 7000년경의 것으로 추정된다. 스위스의 알프스 주변의 선사시대 말뚝 주거지에서 보존된 신석기 시대 문명에서도 추가적인 발견이 있었다.
파이윰에서 약 기원전 5000년경으로 추정되는 유적지에서 발견된 또 다른 신석기 시대 직물 조각이 있다. 이 조각은 평직으로 1제곱센티미터당 가로 12올, 세로 9올 정도로 짜여져 있다. 이 시기(기원전 3600년) 이집트에서는 아마가 지배적인 섬유였으며 나일강 계곡에서 계속 인기를 얻었지만, 다른 문화권에서는 기원전 2000년경부터 모섬유가 주된 섬유가 되었다.
북아메리카에서 가장 오래된 직물은 플로리다주 윈도버 고고 유적지에서 발견되었다. 기원전 4900년에서 6500년 사이로 추정되며 식물 섬유로 만들어진 윈도버 수렵채집사회 사람들은 "정교하게 제작된" 꼬인 직물과 평직 직물을 생산했다.  37개의 매장지에서 87점의 직물 조각이 발견되었다. 연구자들은 직물에서 7가지 다른 직조법을 식별했다. 한 종류의 직물은 인치당 26올(센티미터당 10올)이었다. 두 올과 세 올의 씨실을 사용한 직조도 있었다. 노끈으로 만든 둥근 가방과 자리도 발견되었다. 실은 아마도 야자나무 잎으로 만들어졌을 것이다. 카베지 야자, 톱팔메토 및 사발 에토니아는 모두 그 지역에 흔하게 분포하며, 8,000년 전에도 그랬을 것이다.
마케도니아 (그리스)의 역사적 지역에서 직조가 상업적인 가내 산업으로 이루어졌다는 증거가 올린투스 유적지에서 발견되었다. 기원전 348년에 필리포스 2세에 의해 도시가 파괴되었을 때, 유물들이 가옥에 보존되어 있었다. 많은 가옥에서 직조추가 발견되었는데, 이는 가구의 필요를 충족시킬 만한 직물을 생산하기에 충분한 양이었다. 그러나 일부 가옥에는 상업적 생산을 위한 충분한 양의 직조추가 더 많이 있었고, 이 중 한 가옥은 아고라에 인접해 있었고 많은 동전이 발견된 세 개의 상점을 포함하고 있었다. 이러한 가옥들은 상업적 직물 제조에 종사했을 가능성이 높다.

## 역사
직조는 모든 위대한 문명에 알려져 있었지만, 명확한 인과 관계는 확립되지 않았다. 초기 직기는 개구부를 만들기 위해 두 사람이 필요했고, 한 사람이 충전재를 통과시켰다. 초기 직기는 고정된 길이의 천을 짰지만, 나중에는 펠트가 진행됨에 따라 날실을 풀 수 있었다. 날실이 사이징 처리되면서 직조가 더 간단해졌다.

### 아프리카
기원전 4세기경, 메로이에서 면섬유 재배와 방적 및 직조 기술이 높은 수준에 도달했다. 직물 수출은 쿠시 왕국의 주요 재원 중 하나였다. 악숨 왕국의 왕 에자나는 자신의 비문에서 이 지역을 정복하는 동안 메로이의 대규모 면화 재배지를 파괴했다고 자랑했다.

### 라틴 아메리카

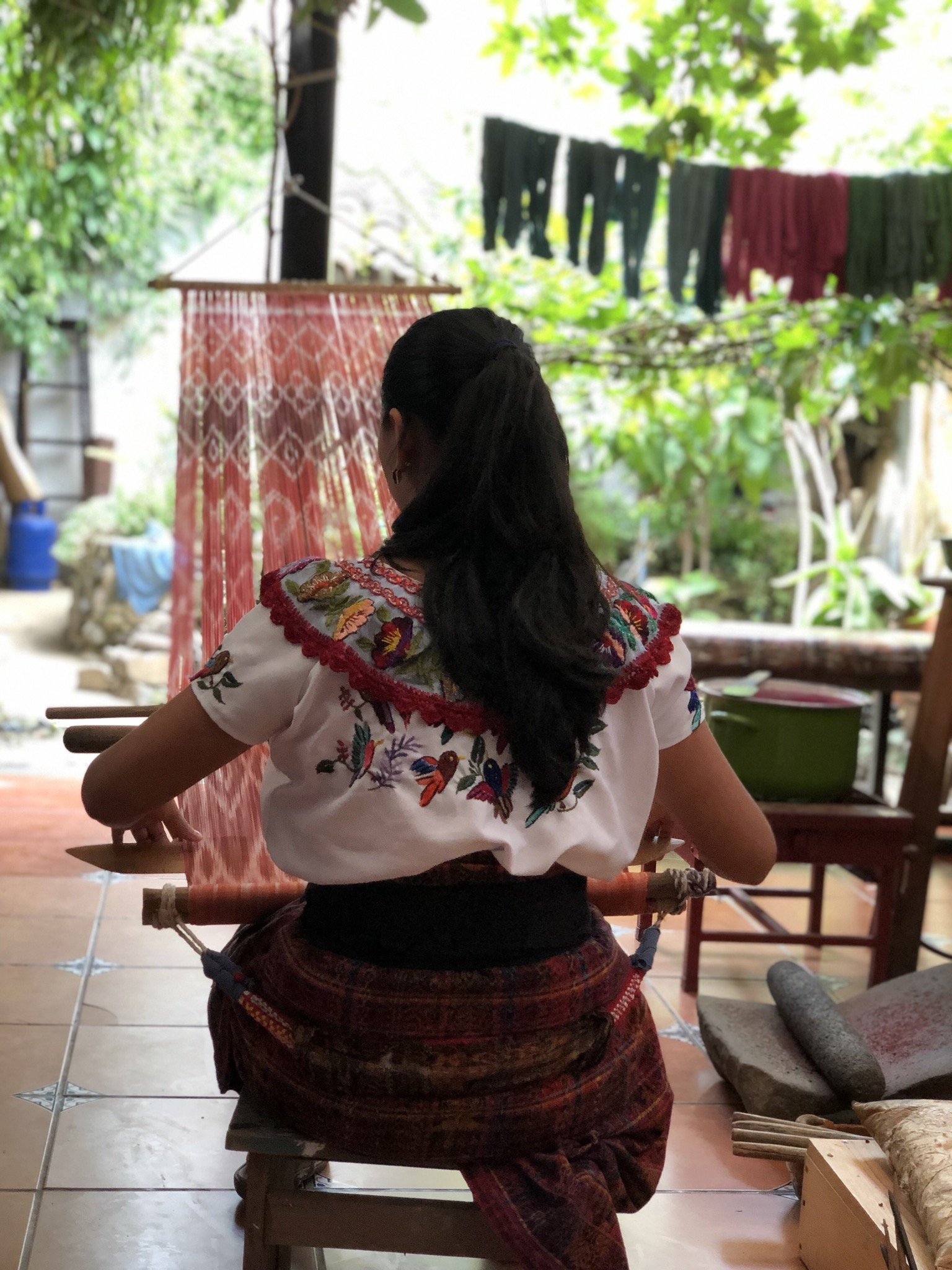
마야 쭈쭈힐 문화의 원주민 여인이 등걸이 직기를 사용하여 직조하고 있다.

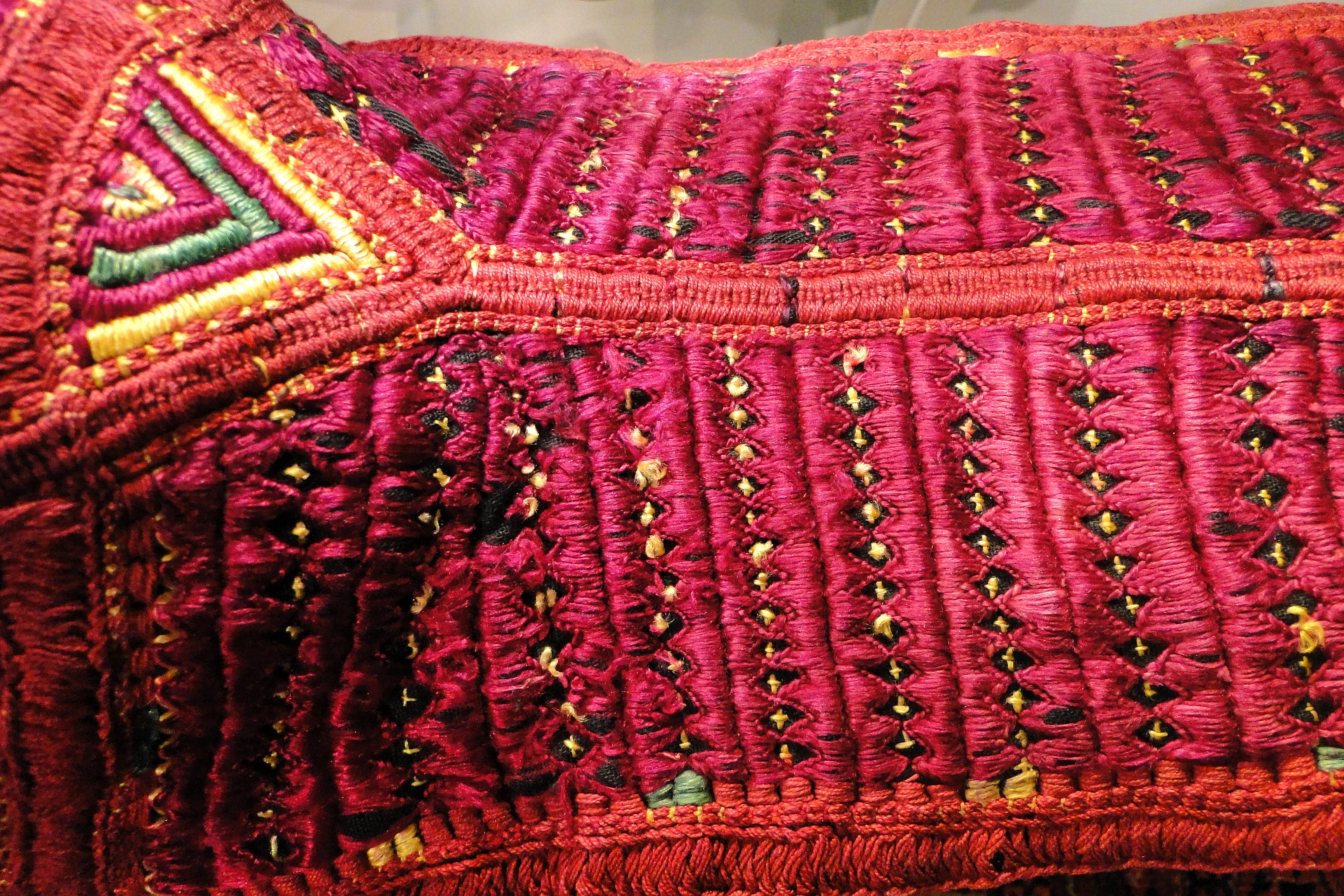
안데스 문명의 특징적인 직조 예시

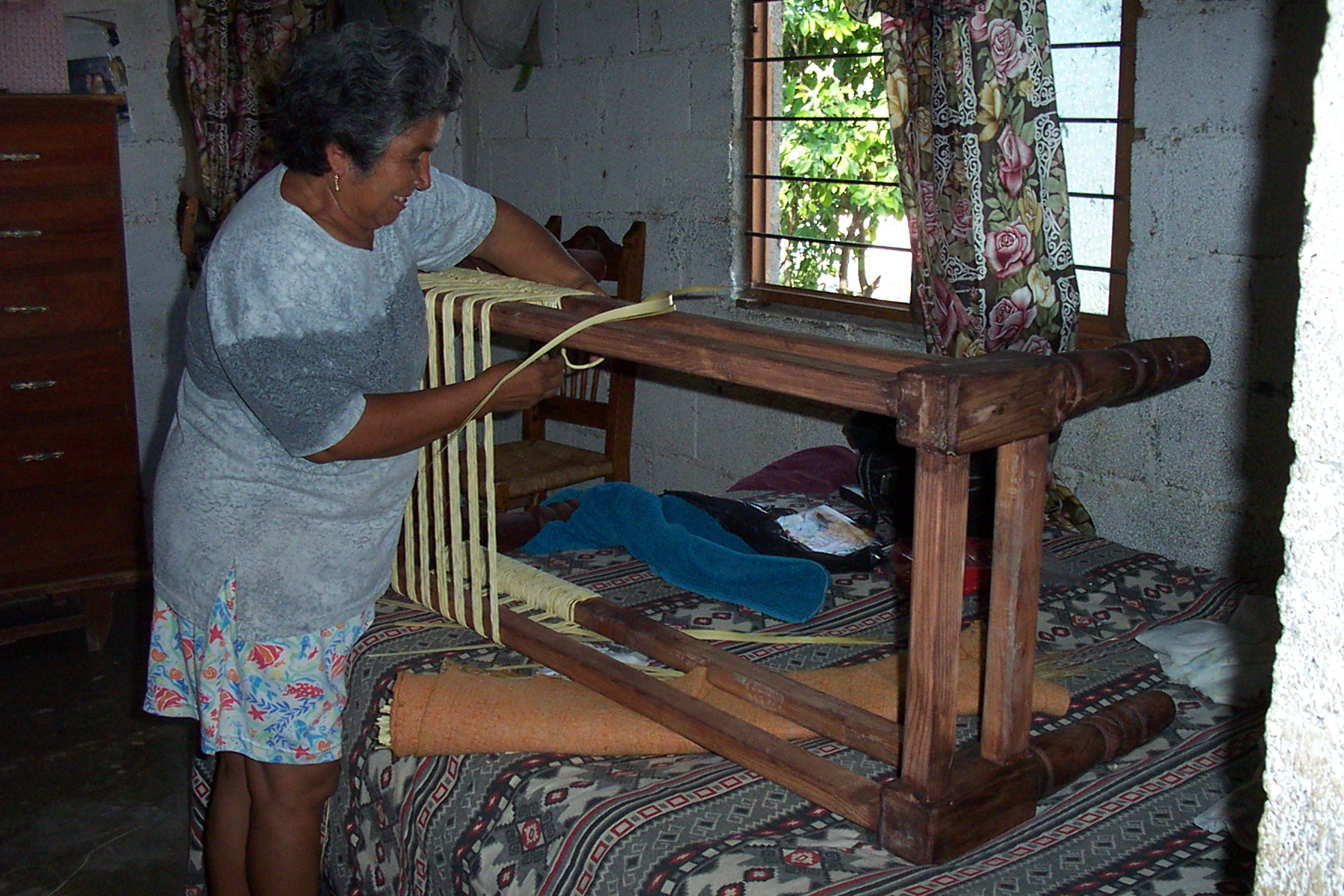
멕시코 누에보레온주의 천연 섬유 직공

아메리카 원주민들은 열대 및 아열대 아메리카 전역에서 면섬유로 직물을 짰으며, 남아메리카의 안데스산맥에서는 낙타과 동물, 주로 가축화된 라마와 알파카의 털로 직물을 짰다. 면섬유와 낙타과는 모두 기원전 약 4,000년경에 가축화되었다. 아메리카 직조공들은 "오늘날 알려진 거의 모든 비기계화 기술을 독자적으로 발명했다"고 평가받는다.
안데스 잉카 제국에서는 남성과 여성 모두 직물을 생산했다. 여성들은 주로 등걸이 직기를 사용하여 작은 천 조각을 만들고, 큰 조각은 수직 틀과 단일 바디실 직기를 사용했다. 남성들은 수직 직기를 사용했다. 잉카 엘리트들은 수직 직기로 생산된 고급 태피스트리 직물인 쿰비(cumbi)를 귀하게 여겼다. 엘리트들은 제국의 영주들(다른 엘리트들)에게 상호 교환의 선물로 쿰비를 자주 주었다. 잉카의 직접 통치하에 있는 지역에서는 특별한 장인들이 엘리트들을 위해 쿰비를 생산했다. 이 지역에서 쿰비를 만든 여성들은 아클라스(acllas) 또는 마마코나스(mamaconas)라고 불렸고, 남성들은 쿰비카마요스(cumbicamayos)라고 불렸다. 안데스 직물 직조는 실용적, 상징적, 종교적, 의례적 중요성을 가졌으며, 화폐, 공물, 그리고 사회 계급과 계급을 결정하는 요소로 사용되었다. 16세기 스페인 식민지 개척자들은 잉카 제국에서 생산된 직물의 품질과 양에 모두 감탄했다. 일부 기술과 디자인은 21세기에도 여전히 사용되고 있다.
유럽의 직물 제작은 일반적으로 자수, 리본, 브로케이드, 염색 등 완성된 직물에 장식을 추가하는 "초구조적" 방식으로 장식을 만들었지만, 콜럼버스 이전 안데스 직조공들은 직물의 날실과 씨실 자체를 조작하는 "구조적" 디자인에 초점을 맞춰 정교한 천을 만들었다. 안데스인들은 위에서 언급한 초구조적 기술 외에도 "태피스트리 기술, 이중, 삼중, 사중 직물 기술, 거즈 직물, 날실 패턴 직물, 불연속 날실 또는 비계 직물, 평직" 등 다양한 기술을 사용했다.

### 동아시아

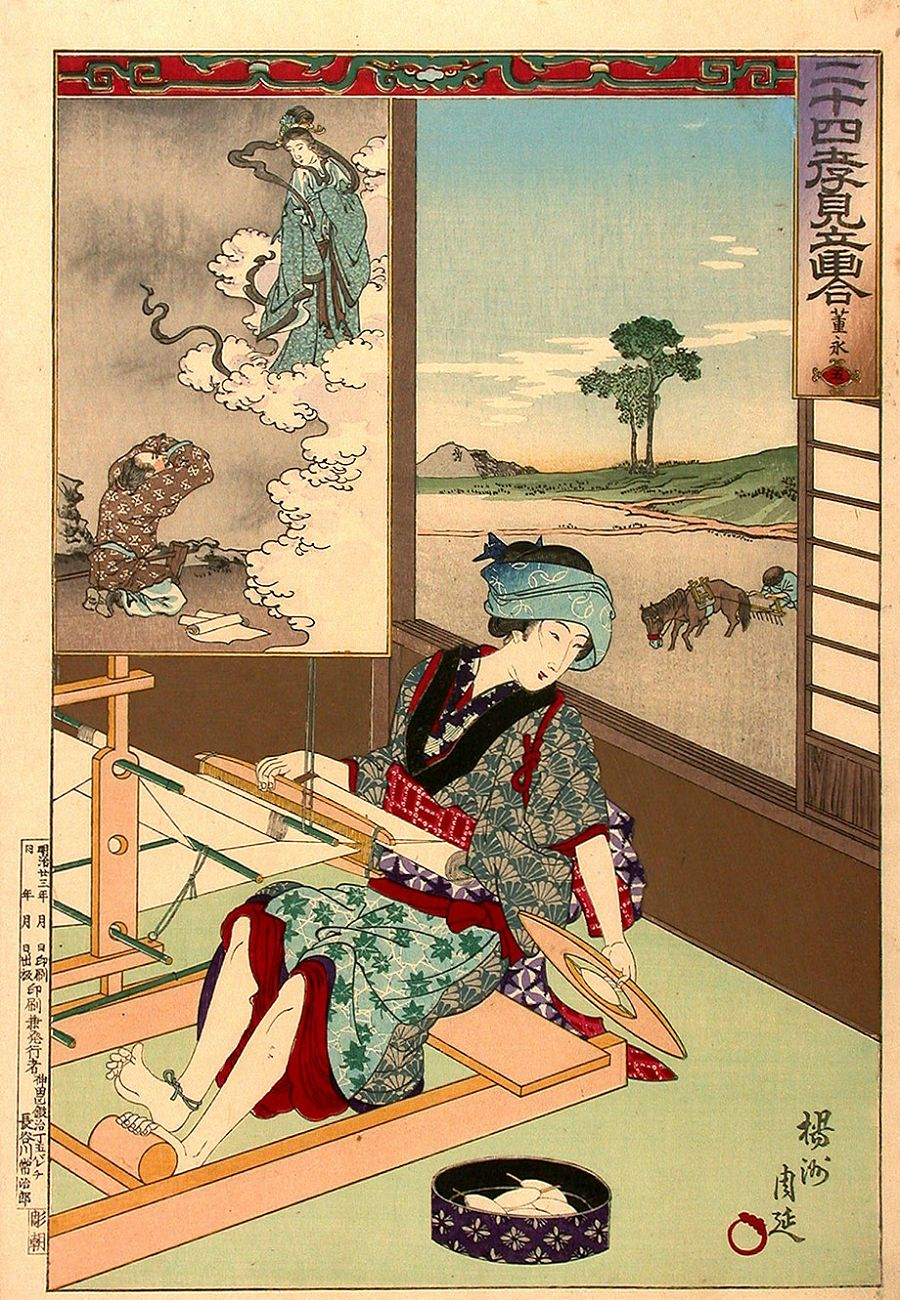
직조하는 여인. 요슈 치카노부의 우키요에 목판화, 1890년

누에고치에서 견섬유를 직조하는 기술은 기원전 약 3500년부터 중국에서 알려졌다. 기원전 2700년으로 거슬러 올라가는 중국 무덤에서 정교하게 짜고 염색한 비단이 발견되었는데, 이는 발달된 공예 기술을 보여준다.
중국에서 비단 직조는 매우 복잡하고 정교한 과정이었다. 남성과 여성, 보통 같은 가족 구성원들이 직조 과정에서 각자의 역할을 맡았다. 실제 직조 작업은 남녀 모두가 했다. 여성들은 집에 머물면서 가계 수입에 기여할 수 있는 방법이었기 때문에 종종 직조공이 되었다. 여성들은 주로 집에서 간단한 디자인을 직조하는 반면, 남성들은 더 복잡하고 정교한 옷감을 직조하는 일을 담당했다. 양잠업과 직조 과정은 여성이 남성에게 종속되는 것이 아니라 남성과 여성이 함께 일해야 한다는 생각을 강조했다. 직조는 중국 여성의 사회적 정체성의 필수적인 부분이 되었다. 특히 여성 권력의 상징으로서 비단 직조를 장려하는 많은 의식과 신화가 연관되어 있었다. 직조는 남성과 여성의 경제적 기여 사이의 균형에 기여했으며 많은 경제적 이점을 가져왔다.
직조업에 종사하는 경로는 다양했다. 여성들은 보통 결혼하여 직조업에 종사하거나, 직조공 가족에 속하거나, 비단 직조 과정에 적합한 기후 조건을 가진 지역에 살았다. 직조공들은 보통 농민 계층에 속했다. 비단 직조는 가정 내에서 완성되는 특정 기술과 장비를 필요로 하는 전문직이 되었다. 비록 대부분의 비단 직조가 가정과 가족의 범위 내에서 이루어졌지만, 숙련된 비단 직조공을 고용하는 일부 전문 작업장도 있었다. 이러한 작업장들은 직조 과정을 담당했지만, 누에를 키우고 비단을 켜는 일은 농민 가족의 몫이었다. 가정에서보다 작업장에서 직조된 비단은 작업장이 최고의 직조공을 고용할 수 있었기 때문에 품질이 더 높았다. 이러한 직조공들은 보통 나무 인출 직기(draw-loom)와 같은 더 복잡한 직기를 조작하는 남성들이었다. 이는 비단 직조공들 간의 경쟁적인 시장을 형성했다.
직조 과정의 품질과 용이성은 누에가 생산하는 비단에 달려 있었다. 가장 다루기 쉬운 비단은 고치를 한 가닥의 긴 실로 풀 수 있도록 고치를 잣는 누에 품종에서 나왔다. 누에고치를 켜거나 푸는 작업은 누에 번데기를 죽이고 비단 섬유를 분리하기 위해 고치를 끓는 물에 넣는 것으로 시작된다. 그런 다음 여성들은 끓는 물에 손을 넣어 비단 가닥의 끝을 찾았다. 보통 이 작업은 8세에서 12세 사이의 소녀들이 맡았고, 더 복잡한 작업은 나이가 많은 여성들에게 주어졌다. 그런 다음 그들은 푼 고치에서 두께와 강도가 다양한 비단실을 만들었다.
비단을 켠 후에는 직조 과정이 시작되기 전에 염색을 했다. 직조를 위한 다양한 직기와 도구가 있었다. 고품질의 정교한 디자인을 위해서는 나무 인출 직기 또는 패턴 직기를 사용했다. 이 직기에는 두세 명의 직조공이 필요했으며, 주로 남성들이 조작했다. 허리 직기(waist loom)와 같은 다른 작은 직기도 있었는데, 이는 한 명의 여성이 조작할 수 있었으며 주로 가정에서 사용되었다.
양잠업과 비단 직조는 기원전 200년경에 한국으로, 기원후 50년경에 호탄으로, 기원후 300년경에 일본으로 전파되었다.
발판 직기는 인도에서 유래했을 수 있지만 대부분의 권위자들은 중국에서 발명되었다고 본다. 페달이 추가되어 바디실을 조작하게 되었다. 중세 시대에는 이러한 장치들이 페르시아, 수단, 이집트, 그리고 아마도 아라비아 반도에도 나타났는데, "조작자는 땅 아래에 있는 상당히 낮은 직기 아래에 발을 두고 앉았다". 기원후 700년에는 수평 직기와 수직 직기가 아시아, 아프리카, 유럽의 여러 지역에서 발견될 수 있었다. 아프리카에서는 부자들이 면직물을 입었고, 가난한 사람들은 모직물을 입었다.
12세기까지는 동로마 제국 또는 무어 스페인에서 유럽으로 전파되었는데, 그곳에서는 메커니즘이 더 견고한 틀 위에 지상보다 더 높이 올라갔다.

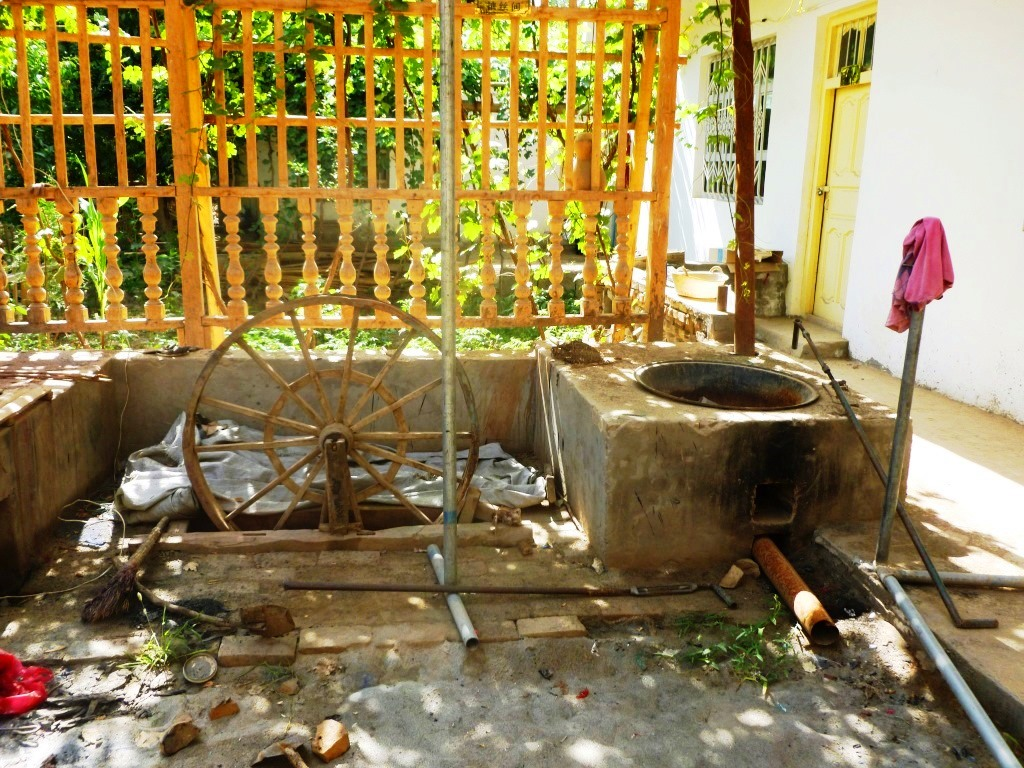
비단 고치를 푸는 장비. 호탄
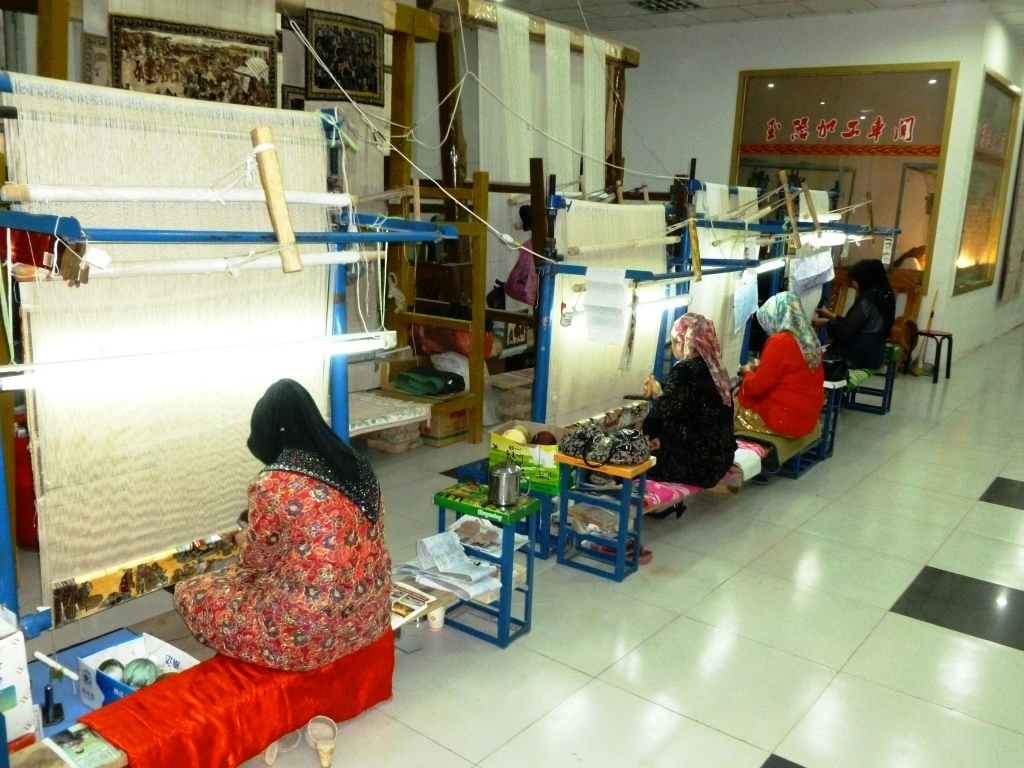
비단을 짜는 여인들. 카슈가르시
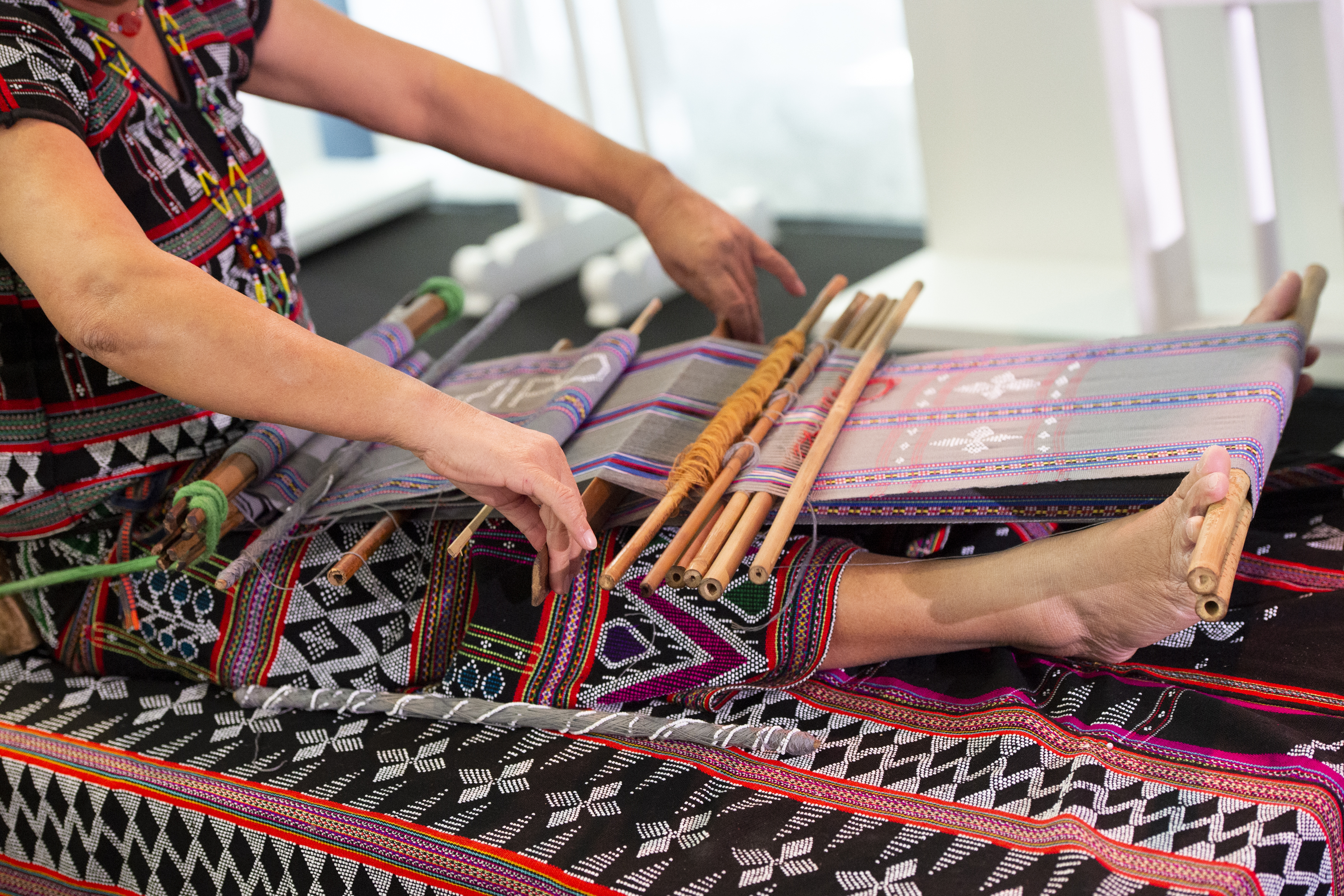
전통적인 베트남 브로케이드 및 비단 제품 직공이 수동 직기를 사용하고 있다

### 동남아시아
필리핀에는 다양한 민족 집단들 사이에 수많은 식민지 이전 직조 전통이 존재한다. 그들은 주로 마닐라삼이나 바나나 같은 다양한 식물 섬유를 사용했지만, 나무 면화, 부리 야자 (현지에서는 buntal로 알려짐) 및 다른 야자, 다양한 풀 (amumuting과 tikog 같은), 그리고 수피 직물도 포함했다. 직조 전통의 가장 오래된 증거는 남부 팔라완의 사궁 동굴과 카가얀 페냐블랑카의 아르쿠 동굴의 고고학 유적지에서 발견된 수피 직물 준비에 사용된 신석기 시대 석기이다. 후자는 기원전 1255년에서 605년 사이로 추정된다.
동남아시아의 다른 나라들도 자체적인 광범위한 직조 전통을 가지고 있거나 이웃 국가들의 직조 전통을 흡수했다. 직조는 중국에서 벼농사가 도입될 때 동남아시아에 소개되었다. 벼농사와 함께 도입되었기 때문에, 직조는 사냥, 채집, 가축 사육에 의존하는 공동체보다 벼농사를 짓는 공동체에서 더 인기가 많다.
각국은 고유의 직조 전통을 가지고 있거나 이웃 나라의 직조 전통을 흡수했다. 직조에 가장 흔히 사용되는 재료는 다양한 재료로 만든 실과 섞어 짜는 면섬유이다. 브루나이는 전통 결혼식에 주로 사용되는 종 사라트(Jong Sarat)로 유명하며, 은실과 금실을 면실과 함께 엮어 사용한다. 마찬가지로 인도네시아는 전통 결혼식에도 사용되는 송켓(Songket)이 있는데, 이 또한 금실과 은실을 사용하여 짜인 직물에 정교한 디자인을 만든다. 반면 캄보디아는 이카트를 가지고 있는데, 직조 중에 섬유로 묶은 실 뭉치를 염색하는 방식을 사용하여 패턴을 만든다. 미얀마, 태국, 베트남의 직조공들은 실 외에도 비단과 다른 섬유를 면섬유와 결합하여 직조한다. 라오스에서는 뿌리, 나무껍질, 잎, 꽃, 씨앗과 같은 천연 재료가 사용되지만, 이미 짜여진 직물을 염색하는 데 사용된다. 이들 동남아시아 국가들은 더 많은 직조 전통을 가지고 있지만, 이러한 기술들이 가장 인기 있는 것들이다.
직조용 면섬유 실을 만들기 위해 동남아시아에서는 방추차가 흔히 사용되었다. 방추차는 점토, 돌 또는 나무로 만들어졌으며, 모양과 크기에 따라 다양한 모습을 가지고 있다. 방추차는 중국 양쯔강 유역에서 벼농사가 확장됨에 따라 동남아시아에 등장했다고 한다. 또한, 당시 동남아시아 특정 지역에서 그 출현이 증가한 것은 면실과 직물 생산의 확대를 나타내는 신호일 수도 있다. 저렴한 비용과 작은 크기로 인한 휴대성 때문에 동남아시아 농촌 직조 공동체에서 선호되었다.
동남아시아의 직물은 대부분 직기로 만들어진다. 발 버팀대 직기는 중국에서 동남아시아로 처음 도입된 가장 오래된 직기로, 베트남에서 처음 등장했다. 그러나 베트남, 라오스, 인도네시아, 캄보디아의 특정 지역에서만 사용되었다. 동남아시아 전역에서 널리 사용되는 또 다른 직기는 지면 장력 직기(ground level body tension loom)인데, 이는 직공의 허리에 벨트와 같은 스트랩을 부착하여 날실의 장력을 제어하고 유지해야 하므로 벨트 직기라고도 불린다. 보통 지면에서 작동하며, 직공은 앞뒤로 몸을 기울여 실을 제어할 수 있다. 몸통 장력 직기는 발 버팀대 직기에서 발전하여 더 크고 넓은 천 유형의 직조를 수용할 수 있게 되었다.

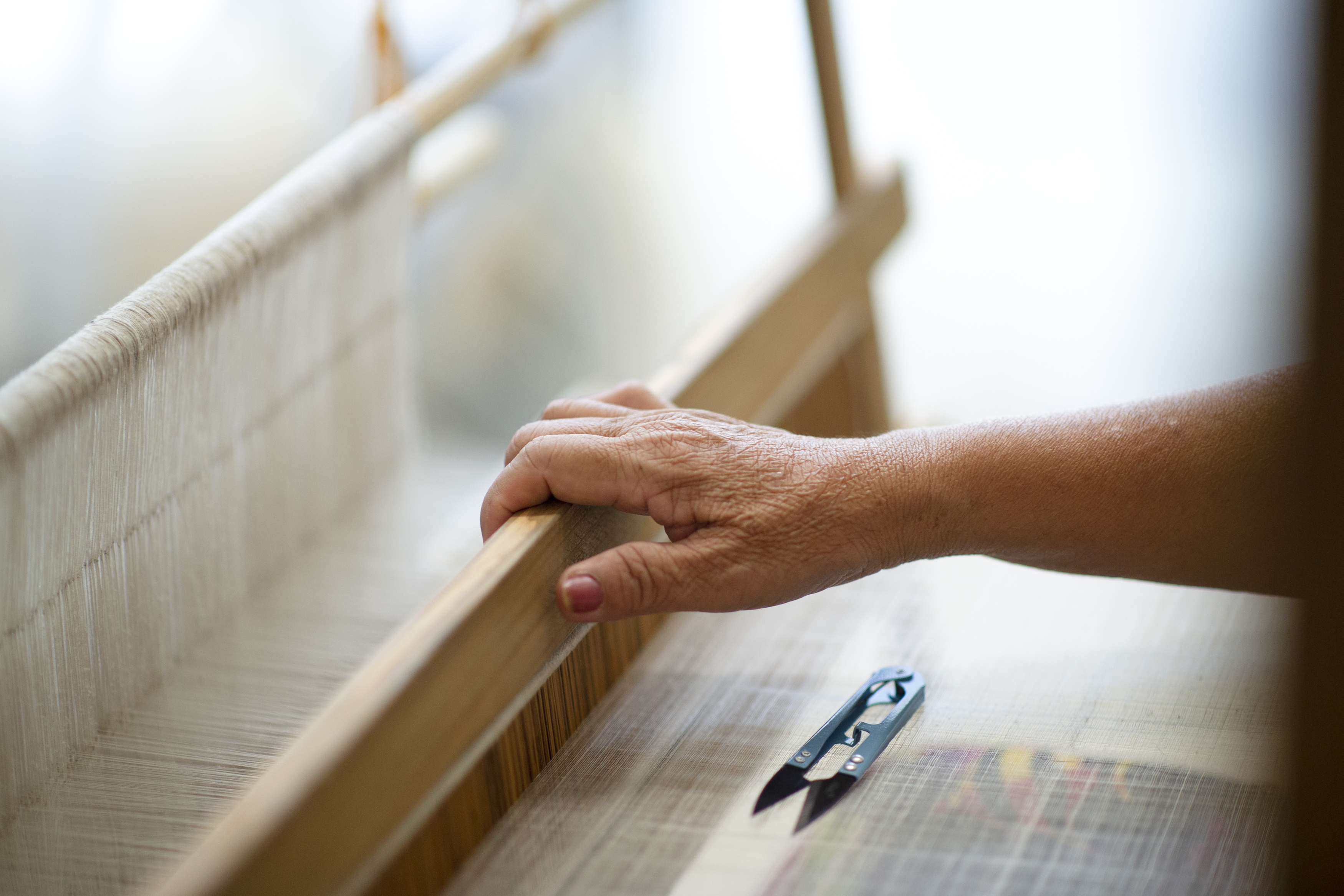
현대 필리핀 직조공이 전통 직기에서 파인애플 식물 섬유와 견섬유 천을 직조하는 것을 시연하고 있다.
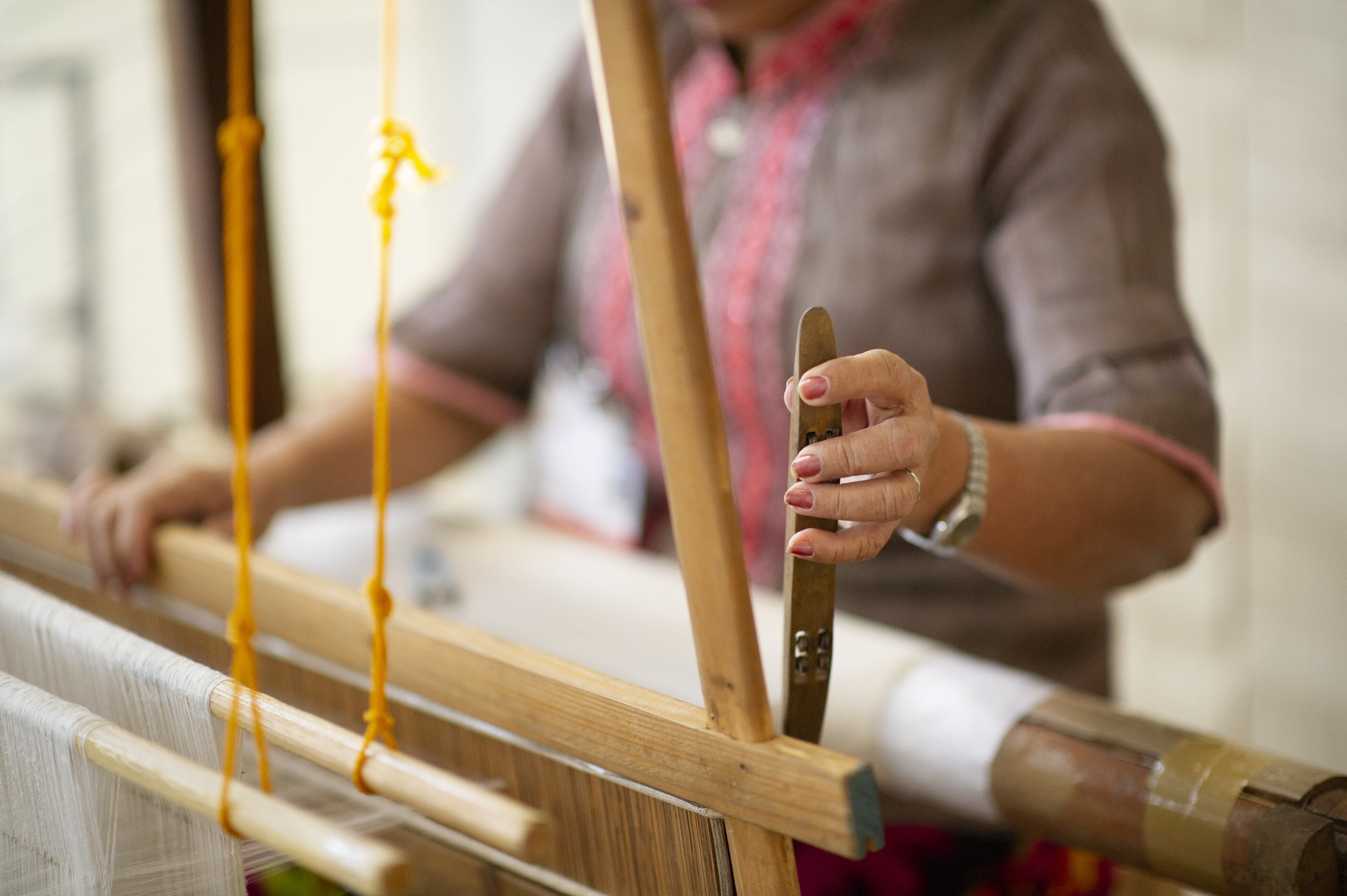
파인애플 식물 섬유와 견섬유 실이 전통 직기에서 직조되고 있다.
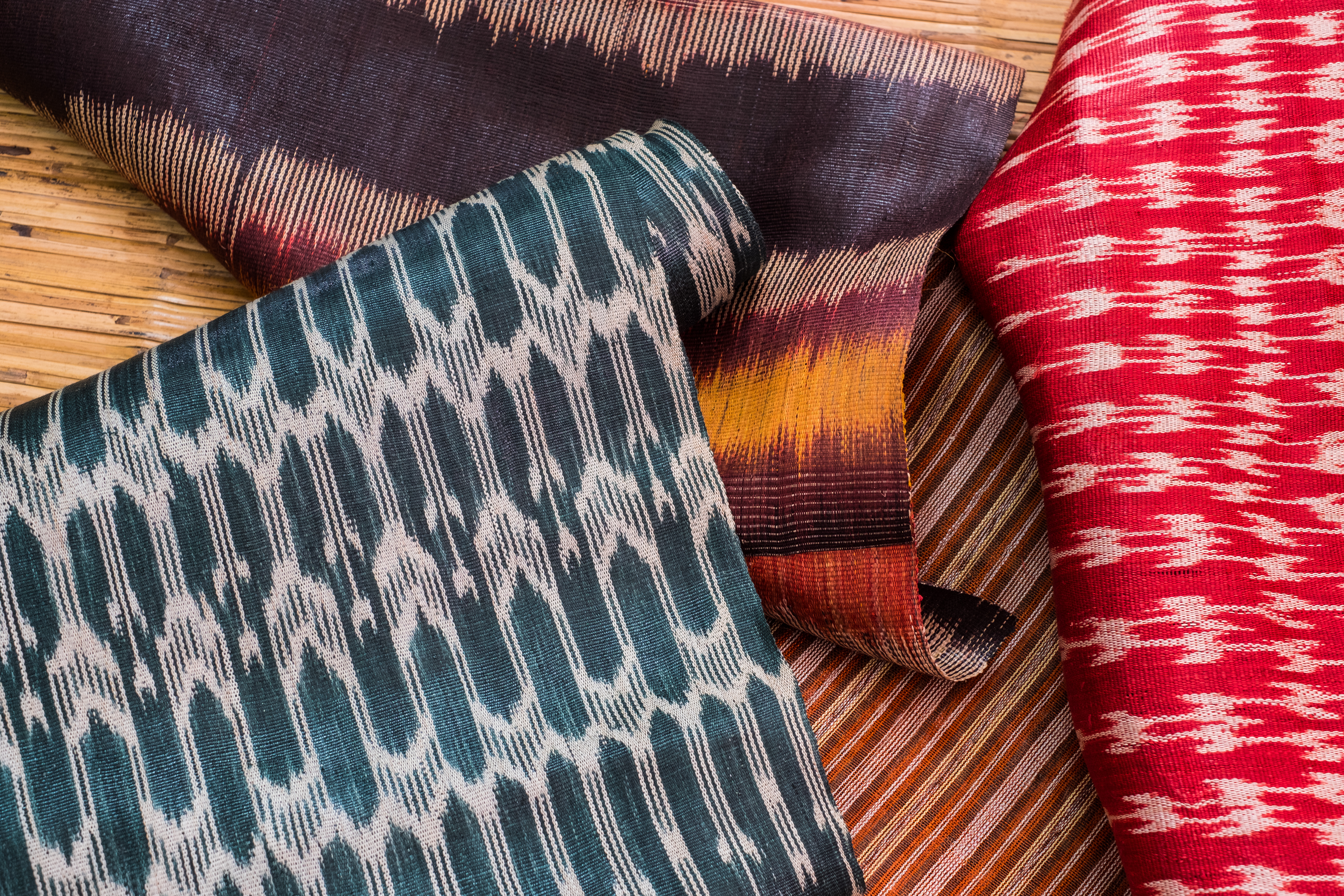
티날락 천. 티볼리족의 꿈 직조공들이 제작했다. 대부분의 필리핀 원주민 식민지 이전 직물과 마찬가지로, 이들은 일반적으로 마닐라삼 섬유로 만들어졌다.

### 중세 유럽

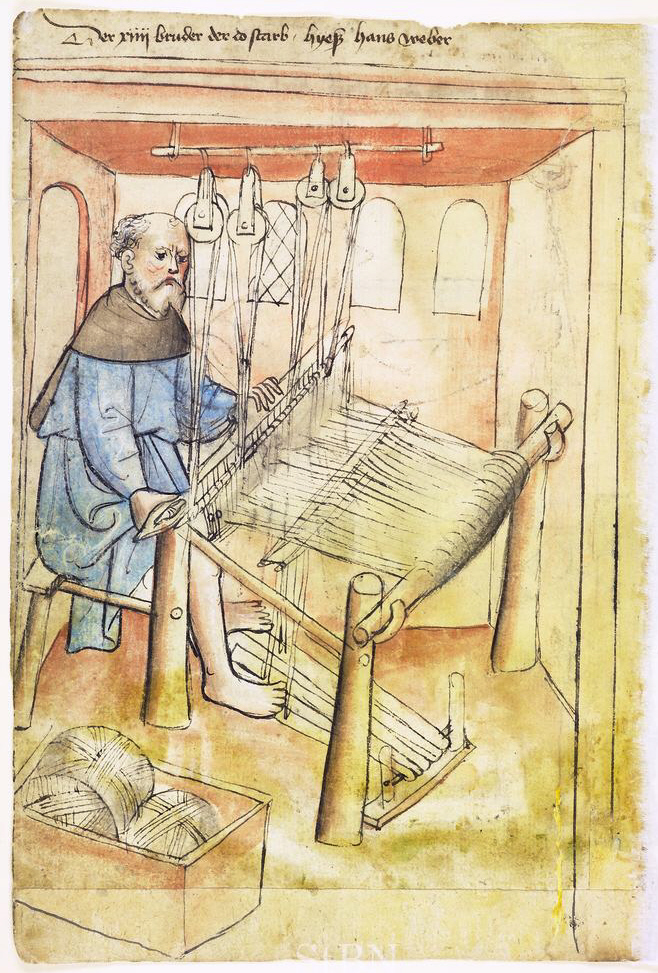
직조공, 뉘른베르크, c. 1425년

중세 시대 유럽에서 지배적인 섬유는 모섬유였으며, 그 다음으로는 아마포와 하층민을 위한 서양쐐기풀 천이었다. 면섬유는 9세기에 시칠리아와 스페인에 소개되었다. 노르만족이 시칠리아를 점령하자 그들은 그 기술을 이탈리아 북부로 가져갔고, 이어서 나머지 유럽으로 전파했다. 견섬유 직물 생산은 이 시기 후반에 다시 도입되었고, 더 정교한 비단 직조 기술은 다른 주요 직물에도 적용되었다.
직조공은 집에서 일하며 무역 박람회에서 자신의 천을 판매했다. 수직 직기 (날실 가중 직기)는 10세기와 11세기에 수평 직기가 도입되기 전 유럽에서 흔히 사용되었다. 직조는 도시 공예가 되었고, 그들의 거래를 규제하기 위해 장인들은 길드 설립을 신청했다. 이들은 처음에는 상인 길드였지만, 각 기술에 대한 별도의 직종 길드로 발전했다. 도시 직조공 길드의 회원이 된 직물 상인은 직물을 판매할 수 있었고, 그는 직조 장인과 구매자 사이의 중개인 역할을 했다. 직종 길드는 품질과 장인이 스스로를 직조공이라고 부르기 전에 필요한 훈련을 통제했다.
13세기에는 조직적 변화가 일어나 선대제수공업 방식이 도입되었다. 직물 상인이 모직물을 구매하여 직조공에게 제공하고, 직조공은 생산품을 다시 상인에게 판매했다. 상인은 임금을 통제하고 직물 산업을 경제적으로 지배했다. 상인들의 번영은 동잉글랜드의 모직물 도시들인 노리치, 베리세인트에드먼즈, 래버넘에서 잘 드러난다. 모직물은 정치적 문제였다. 실 공급은 항상 직조공의 생산량을 제한해왔다. 그 무렵 방추를 이용한 방적 방법은 대륜 물레로 대체되었고, 얼마 후 발로 밟아 움직이는 물레가 도입되었다. 직기는 그대로였지만 실의 양이 늘어나면서 연속적으로 작동할 수 있게 되었다.
14세기에는 인구에 상당한 변화가 있었다. 13세기는 비교적 평화로운 시기였으며, 유럽은 과밀해졌다. 좋지 않은 날씨는 일련의 흉작과 기근으로 이어졌다. 백년 전쟁으로 인해 막대한 인명 손실이 발생했다. 그리고 1346년, 유럽은 흑사병에 시달렸고 인구는 절반까지 감소했다. 경작지는 노동 집약적이었으며, 충분한 노동자를 더 이상 찾을 수 없었다. 토지 가격은 하락했고, 토지는 매각되어 양 방목지로 전환되었다. 피렌체와 브뤼허의 상인들이 양모를 구입했고, 양을 소유한 지주들은 도시와 무역 길드의 관할권 밖에서 양모를 직조하기 시작했다. 직조공들은 자신의 집에서 일하기 시작했고, 그 후 생산은 목적으로 지어진 건물로 옮겨졌다. 근무 시간과 작업량은 규제되었다. 선대제수공업은 공장 제도로 대체되었다.
위그노 직조공, 즉 본토 유럽에서 종교적 박해를 피해 브리튼으로 이주한 칼뱅주의자들의 이주는 1685년경 영국의 면, 모, 워스티드 천 직조공들에게 도전이 되었고, 그들은 이후 위그노들의 우수한 기술을 배웠다.

### 식민지 시대 미국
식민지 시대 미국은 모든 종류의 제조업 제품에 대해 영국에 크게 의존했다. 영국 정책은 식민지에서 원자재 생산을 장려하고 제조업을 억제하는 것이었다. 1699년 양모법은 식민지 양모의 수출을 제한했다.
그 결과 많은 사람들이 지역에서 생산된 섬유로 천을 짰다. 식민지 개척자들은 직조를 위해 양모, 면섬유, 아마 (린넨)를 사용했지만, 삼은 실용적인 캔버스와 두꺼운 천으로 만들 수 있었다. 그들은 매년 한 번의 면화 작물을 수확할 수 있었는데, 조면기가 발명되기 전까지는 씨앗을 섬유에서 분리하는 것이 노동 집약적인 과정이었다. 기능성 테이프, 밴드, 스트랩, 프린지는 상자형 직기와 패들 직기로 짜여졌다.
평직이 선호되었는데, 더 복잡한 직조를 만드는 데 필요한 추가 기술과 시간이 일반적인 사용을 어렵게 했기 때문이다. 때때로 디자인이 직물에 짜여지기도 했지만, 대부분은 직조 후 나무 블록 프린트나 자수를 사용하여 추가되었다. 

### 산업 혁명

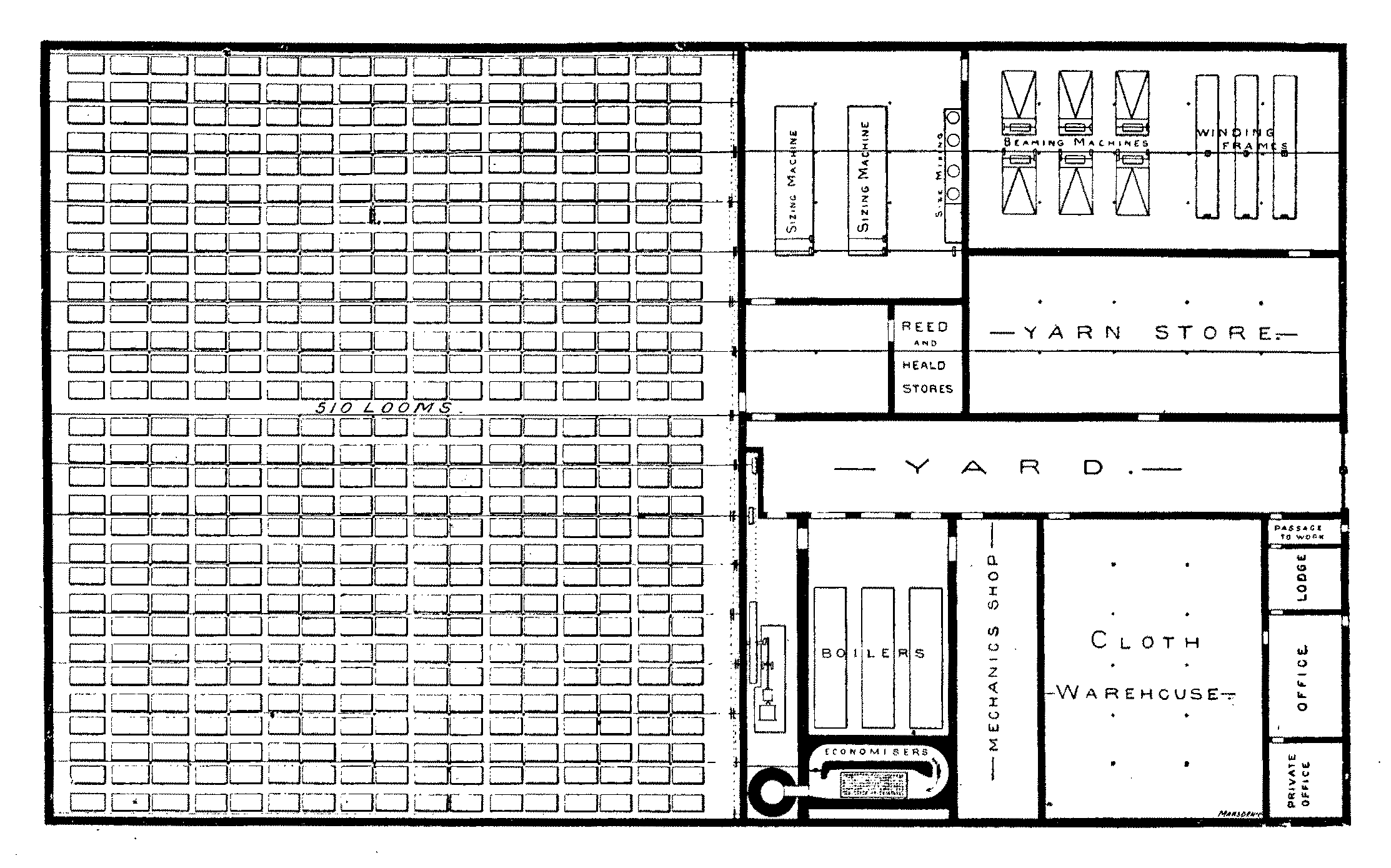
1892년까지 대부분의 면 직조는 증기기관으로 구동되는 유사한 직조 공장에서 이루어졌다.

산업 혁명 이전에는 직조가 수공예였고 양모가 주요 생산품이었다. 주요 양모 생산 지역에서는 일종의 공장 시스템이 도입되었지만, 고지대에서는 직조공들이 선대제수공업 방식으로 집에서 일했다. 당시의 목재 직기는 폭이 넓거나 좁을 수 있었는데, 넓은 직기는 직조공이 북을 개구부를 통과시키기에는 너무 넓어 비싼 조수(종종 견습공)가 필요했다. 이는 존 케이 (발명가)가 1733년에 나는 북을 발명한 후 더 이상 필요하지 않게 되었다. 북과 픽킹 스틱은 직조 과정을 가속화했다. 따라서 실 부족 또는 직조 생산 능력의 과잉이 발생했다. 1761년 6월 브리지워터 운하가 개통되면서 면화가 맨체스터로 유입될 수 있었는데, 이곳은 빠르게 흐르는 강물이 풍부하여 기계를 돌리는 데 사용될 수 있었다. 방적이 먼저 기계화되었고 (제니 방적기, 뮬 정방기), 이는 직조공에게 무한한 실을 제공하게 되었다.
에드먼드 카트라이트는 1784년 최근 개발된 면섬유 방적 공장과 유사하게 작동하는 직조 기계를 만들 것을 처음 제안했으며, 직조 과정이 너무 미묘하여 자동화할 수 없다는 비평가들의 비웃음을 샀다. 그는 동커스터에 공장을 짓고 1785년부터 1792년 사이에 일련의 특허를 획득했다. 1788년, 그의 형인 존 카트라이트 소령은 레트포드에 레볼루션 밀을 건설했다 (이름은 명예 혁명 100주년을 기념하여 지어졌다). 1791년, 그는 자신의 직기를 맨체스터의 그림쇼 형제에게 라이선스했지만, 그들의 노팅엄 밀은 다음 해에 불에 탔다 (아마도 방화 사건). 에드먼드 카트라이트는 1809년 영국 의회로부터 그의 노력에 대해 1만 파운드의 보상을 받았다. 그러나 동력 직조의 성공은 스톡포트의 H. 호록스 등 다른 사람들의 개선도 필요했다. 1805년경부터 약 20년 동안에야 동력직기 직조가 확고히 자리 잡았다. 그 당시 영국에는 25만 명의 손 직조공이 있었다. 직물 제조는 영국 산업 혁명의 주요 부문 중 하나였지만, 직조는 비교적 늦게 기계화된 부문이었다. 직기는 1842년 켄워시와 불로의 랭커셔 직기로 반자동화되었다. 다양한 혁신으로 인해 직조는 가내 장인 활동(노동 집약적이며 인력 기반)에서 증기기관 구동 공장 공정으로 변화했다. 애크링턴의 하워드 & 불로, 그리고 트위데일스 앤 스멜리, 플랫 브라더스와 같은 기업들이 직기를 생산하기 위해 대규모 금속 제조업을 발전시켰다. 대부분의 동력 직조는 그레이터맨체스터주 외곽의 작은 마을에 있는 직조 공장에서 이루어졌다. 방적과 직조가 인접한 건물에서 이루어지던 초기 복합 공장은 점차 드물어졌다. 양모와 워스티드 직조는 웨스트요크셔주와 특히 브래드퍼드에서 이루어졌으며, 여기에는 리스터 또는 드럼몬즈와 같이 모든 공정이 이루어지는 대규모 공장들이 있었다. 직조 기술을 가진 남녀 모두 이민을 갔고, 로드아일랜드 주 파우켓, 매사추세츠 주 로웰과 같은 뉴잉글랜드의 새로운 정착지에 그 지식을 전파했다.
짠 '그레이지 직물'은 표백, 염색 및 인쇄를 위해 마감 처리업체로 보내졌다. 처음에는 천연 염료가 사용되었으며, 19세기 후반에 합성 염료가 등장했다. 1856년 모베인의 발견과 패션에서의 인기로 인해 새로운 염료에 대한 수요가 생겼다. 연구자들은 영국과 유럽에서 늘어나는 가스 공장의 콜타르 폐기물의 화학적 잠재력을 계속 탐구하여 화학 산업의 완전히 새로운 분야를 창출했다.
1804년에 특허를 받은 프랑스의 자카드 직기 발명은 천의 윗면에 어떤 색깔 실이 나타나야 하는지를 결정하기 위해 천공 카드를 사용하여 복잡한 무늬의 천을 짤 수 있게 했다. 자카드 직기는 각 날실을 한 줄씩 반복 없이 개별적으로 제어할 수 있게 하여 매우 복잡한 패턴을 갑자기 가능하게 했다. 캘리그래피와 인그레이빙을 직조한 샘플이 존재한다. 자카드 직기는 수직 직기나 동력 직기에 부착할 수 있었다.
수동 직조공과 동력 직조공, 그리고 공예 직조공의 역할, 생활 방식, 지위 사이에는 구별이 있을 수 있다. 동력 직기의 위협은 불안과 산업 불안을 야기했다. 러다이트 운동과 차티스트 운동과 같은 잘 알려진 시위 운동에는 수동 직조공들이 지도자 중 있었다. 19세기 초에 동력 직조가 실용화되었다. 1823년 리처드 게스트는 동력 직조공과 수동 직조공의 생산성을 비교했다.
매우 우수한 수동 직조공, 25세 또는 30세의 남성은 일주일에 9/8 사이즈 셔츠 천 두 벌을 짤 수 있으며, 각 24야드 길이로, 인치당 105개의 씨실을 포함하고, 천의 바디는 44 볼턴 카운트이며, 날실과 씨실은 파운드당 40행크이다. 15세의 증기 직기 직조공은 같은 시간에 유사한 천 일곱 벌을 짤 수 있다.
그리고 그는 동력 직조공을 사용하는 것의 더 넓은 경제적 측면에 대해 추측한다.

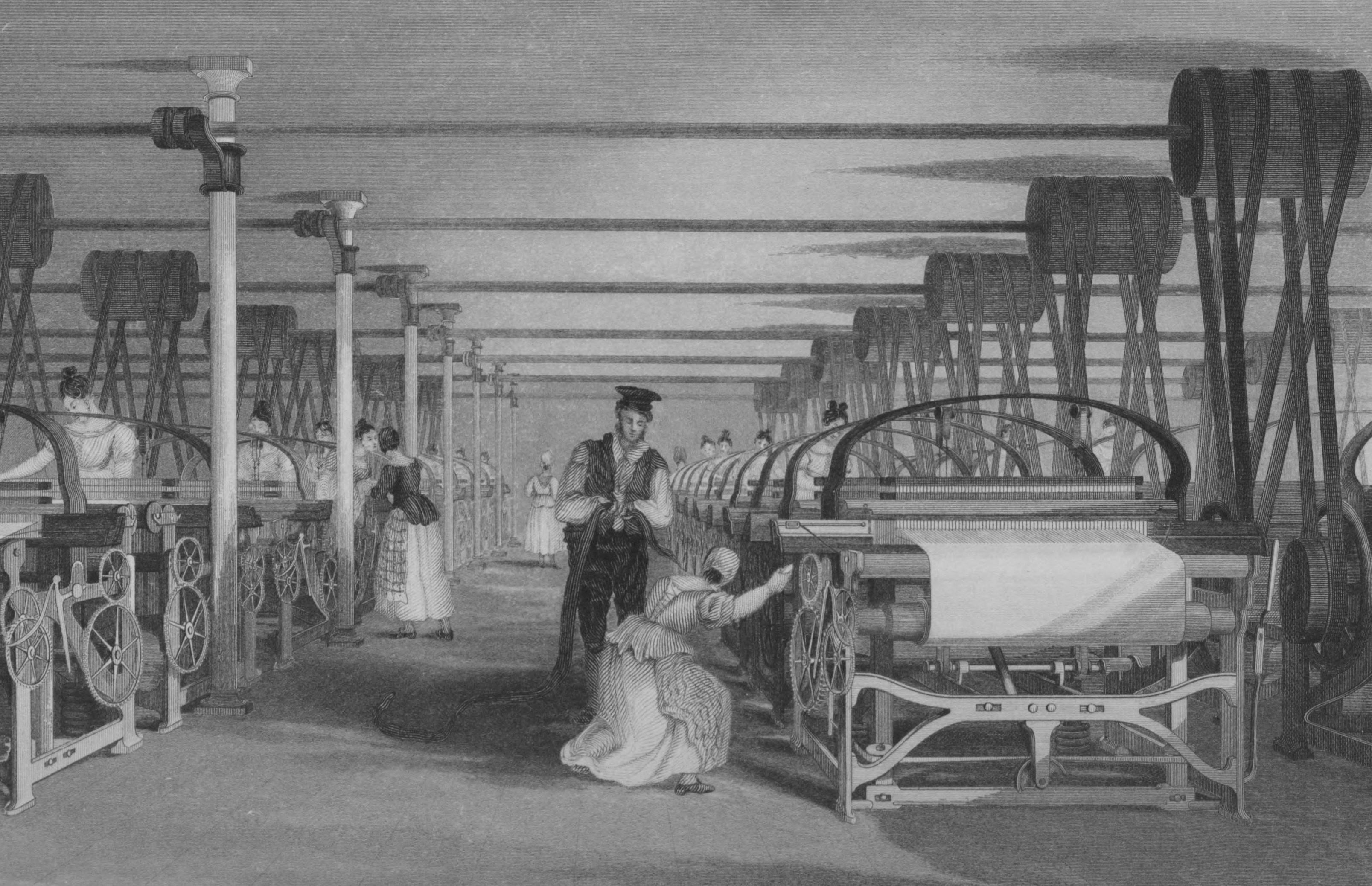
1835년 동력 직기에서 직조하는 여성들의 모습.

...두 개의 직기가 있는 증기 공장에서 이루어지는 작업은 수동 직조공들이 한다면 2천 명 이상의 인구에게 일자리와 생계를 제공할 것이라고 매우 안전하게 말할 수 있다.
산업 혁명과 함께 여성들이 직물 공장에서 일할 기회가 늘어났다. 그러나 성별에도 불구하고 그들의 일은 남성 동료들의 일보다 사회적, 경제적 가치가 낮게 인식되었다.

### 현대

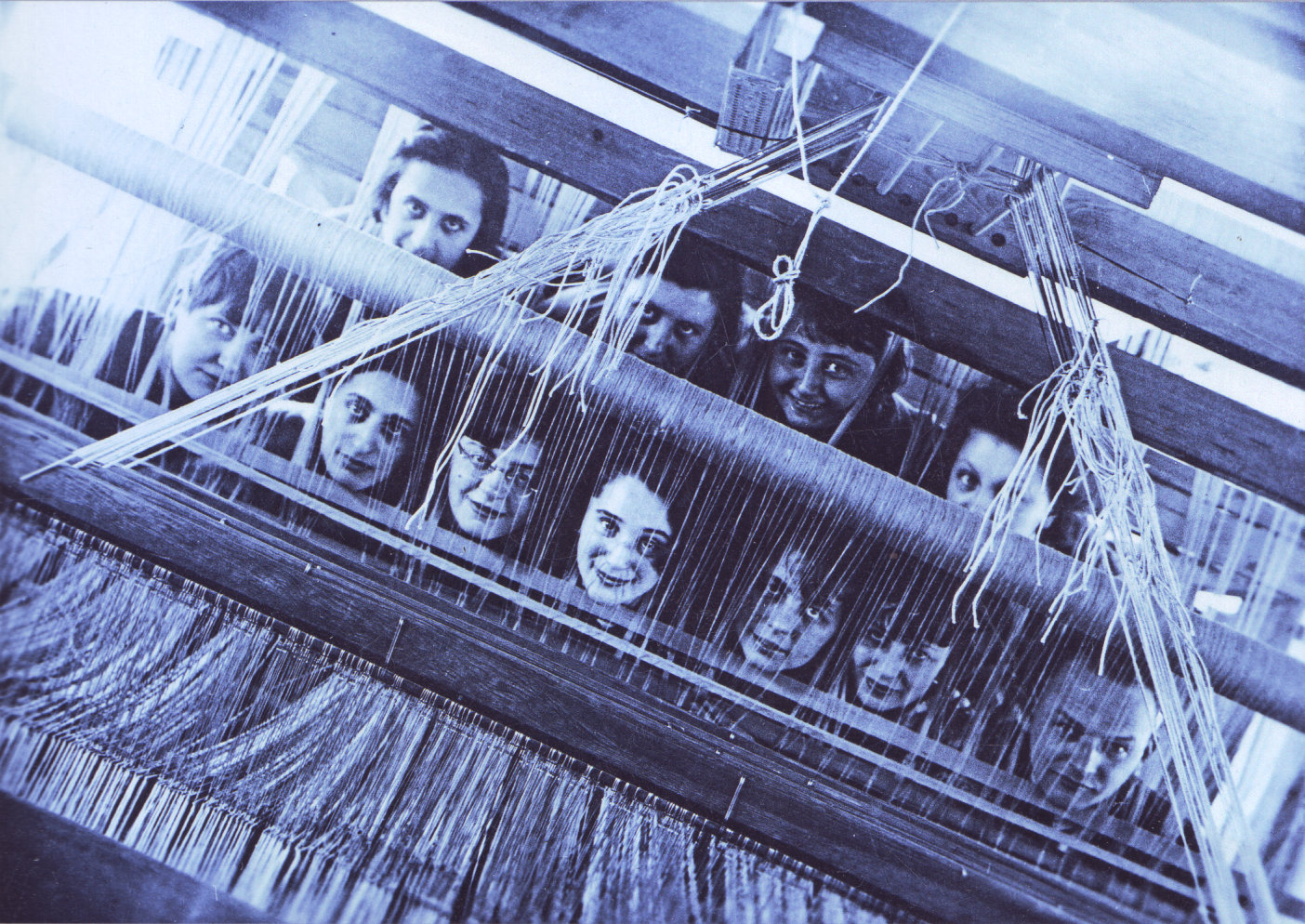
바우하우스 공방의 직조공들. 룩스 파이닝거 촬영.

1920년대 독일 바우하우스 디자인 학교의 직조 공방은 이전에는 공예로 여겨지던 직조를 순수 예술로 승격시키고, 현대 직조 및 직물의 산업적 요구 사항을 연구하는 것을 목표로 했다. 군타 슈퇴츨의 지도 아래 공방은 셀로판, 유리섬유, 금속 등 이색적인 재료로 실험했다. 표현주의 태피스트리부터 방음 및 빛 반사 직물 개발에 이르기까지, 공방의 혁신적인 접근 방식은 직조에 대한 모더니즘 이론을 촉발시켰다. 바우하우스의 전 학생이자 교사였던 아니 알베르스는 1965년에 20세기 직조 분야의 중요한 저서인 『직조에 대하여』(On Weaving)를 출판했다. 바우하우스 직조 공방의 다른 저명한 인물로는 오티 베르거, 마르가레타 라이히하르트, 베니타 코흐-오테 등이 있다.
바우하우스에서 직조 공방은 "여성 부서"로 간주되었으며, 많은 여성들이 다른 예술 형태를 공부하기를 원했음에도 불구하고 강제로 참여해야 했다. 헬레네 논네-슈미트와 같은 일부 직조공들은 여성들이 2차원 작업만 할 수 있기 때문에 직조를 하도록 만들어졌다고 믿었다. 그녀는 남성들이 다른 매체에서 작업할 수 있는 공간적 상상력과 천재성이 여성에게는 부족하다고 생각했다.
페르시아 융단과 킬림을 손으로 직조하는 것은 현대 이란의 여러 하위 지역 부족 공예의 중요한 요소였다. 양탄자 유형의 예로는 라바르 케르만 양탄자(Lavar Kerman carpet)와 아라크의 세라반드 양탄자(Seraband rug)가 있다.
동남아시아에서는 일부 공동체들이 빈곤 해결, 생활 조건 개선, 지역 공동체 지원, 환경 지속 가능성 증진을 위한 방법으로 직조 전통을 부활시키기 위해 노력하고 있다. 이러한 노력을 지원하기 위해 여러 이니셔티브가 설립되었는데, 대표적인 것이 메이뱅크 재단(Maybank Foundation)의 메이뱅크 여성 에코 직조공 프로그램(Maybank Women Eco-Weavers program)으로, 현재 라오스, 캄보디아, 말레이시아, 인도네시아에서 운영되고 있다. 이 프로그램은 동남아시아 지역의 여성 직조공들이 생계를 개선하고 재정적 독립을 얻을 수 있는 기회를 제공하는 데 도움이 된다.
또한, 타이완과 필리핀에도 유사한 프로그램이 존재한다. 타이완에서는 유마 타루(Yuma Taru)가 아타얄(Atayal) 직조 문화를 부활시키고 직조와 염색에 대한 원주민 교육을 장려하기 위해 리항 스튜디오(Lihang Studio)와 수라프 교육(S’uraw Education)을 설립했다. 필리핀에서는 이푸가오 주에 키양간 직조공 협회(Kyyangan Weavers Association)가 설립되었는데, 이는 이푸가오 직조 문화 및 기타 전통 관습을 보존하고 홍보하는 방법이다. 또한 이 협회는 학술 기관, 정부 기관 및 기타 비정부 단체와 연구 및 제품 개발에 협력하여 지역 사회에 경제적 기회를 제공하고 있다.

## 직조의 종류

### 수직기 직조공
수동 직조는 남녀 모두에 의해 이루어졌지만, 바디질에 필요한 힘 때문에 남성이 여성보다 많았다. 그들은 집에서, 때로는 햇볕이 잘 드는 다락방에서 일했다. 집안의 여성들은 필요한 실을 자아냈고, 마무리 작업을 담당했다. 나중에 여성들도 직조를 시작했는데, 그들은 방적 공장에서 실을 받아 아웃워커로서 임가공 계약을 맺고 일했다. 시간이 지남에 따라 동력 직기와의 경쟁으로 임가공 단가가 떨어져 그들은 점점 더 가난해졌다.

### 동력 직기 직조공
동력 직기 작업자는 주로 소녀와 젊은 여성이었다. 그들은 정해진 근무 시간과, 면화 기근과 같은 어려운 시기를 제외하면, 꾸준한 수입의 안정성을 누렸다. 그들은 임금과 성과급을 받았다. 복합 공장에서 일할 때도 직조공들은 서로 뭉쳐 단단한 공동체를 이루었다. 여성들은 보통 네 대의 기계를 관리하고 직기를 기름칠하고 깨끗하게 유지했다. 그들은 '작은 보조원'들, 즉 심부름을 하고 작은 작업을 하는 고정 임금의 아이들의 도움을 받았다. 그들은 직조공의 일을 보면서 배웠다. 종종 그들은 1870년 교육법에 따라 '반일제'였는데, 교사와 감독관이 그들이 아침에는 공장에, 오후에는 학교에 출석했음을 확인하는 녹색 카드를 가지고 다녔다. 14세쯤 되면 그들은 풀타임으로 공장에 들어와 숙련된 작업자와 직기를 공유하며 일하기 시작했는데, 이때는 둘 다 성과급을 받기 때문에 빨리 배우는 것이 중요했다. 직기의 심각한 문제는 택클러가 해결하도록 남겨두었다. 그는 필연적으로 남자였고, 감독관들도 대개 남자였다. 공장에는 건강 및 안전 문제가 있었는데, 여성들이 머리를 스카프로 묶는 이유가 있었다. 면 먼지를 흡입하면 폐 문제가 발생했고, 소음은 완전한 청력 상실을 유발했다. 직조공들은 정상적인 대화가 불가능했기 때문에 미마잉을 사용했다. 직조공들은 '북에 입을 맞췄다'고 하는데, 이는 북의 구멍을 통해 실을 빨아들인다는 뜻이다. 이로 인해 기름 때문에 입에 불쾌한 맛이 남았고, 이 기름은 또한 발암성이 있었다.

### 공예 직조공

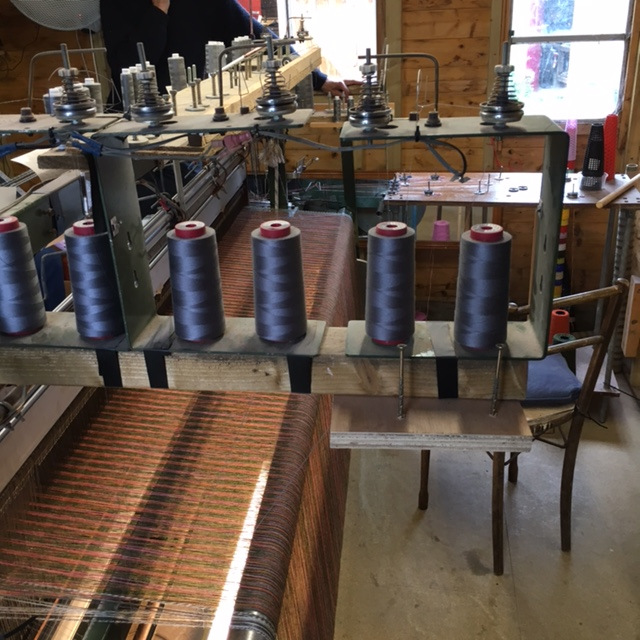
스코틀랜드 스카이섬의 스카이 직조공이 사용하는 페달 구동 직기

미술 공예 운동은 영국에서 시작되어 1860년에서 1910년 사이(특히 그 후반부)에 번성했으며, 1930년대까지 그 영향력을 이어간 국제적인 디자인 철학이었다. 1860년대에 예술가이자 작가인 윌리엄 모리스(1834~1896)에 의해 시작되었고 존 러스킨(1819~1900)의 저술에서 영감을 받아 영국 제도에서 가장 초기이자 가장 완전한 발전을 이루었지만 유럽과 북아메리카로 퍼져나갔다. 이는 주로 기계화에 대한 반작용이었고, 단순한 형태와 종종 중세, 낭만주의 또는 민속적인 장식 스타일을 사용하는 전통적인 장인 정신을 옹호하는 철학이었다. 손직조는 높이 평가되었고 장식 예술로 받아들여졌다.

## 원주민 문화

### 아메리카 원주민

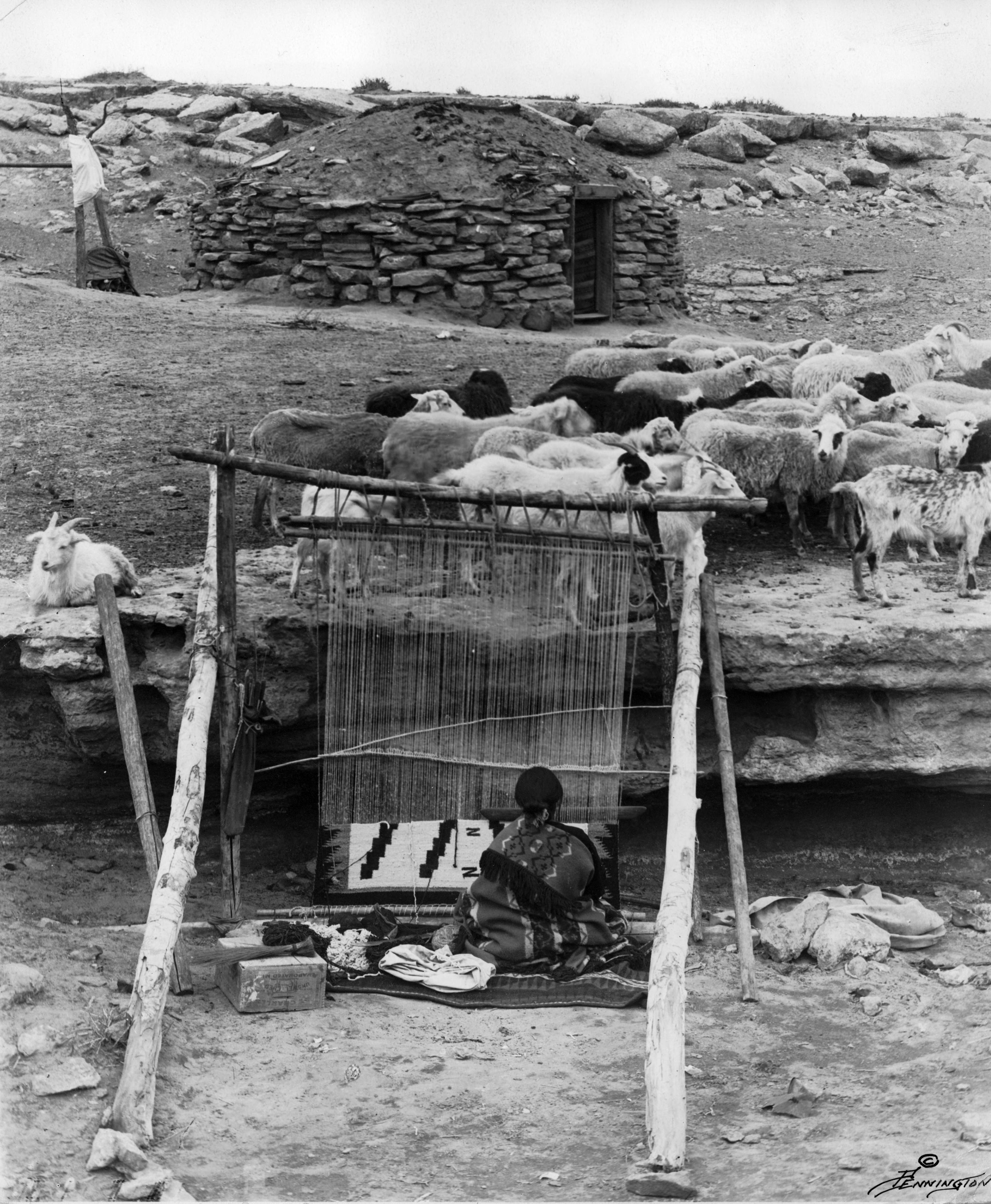
전통적인 나바호 러그를 직조하는 모습

염색된 면섬유를 이용한 직물 직조는 유럽의 아메리카 식민지화 이전 아메리카 남서부 부족들, 즉 다양한 푸에블로족, 주니족, 유트족 사이에서 지배적인 공예였다. 이 지역을 처음 방문한 스페인인들은 나바호 담요를 보았다고 기록했다. 나바호-추로 양의 도입으로 인해 생산된 양모 제품은 매우 유명해졌다. 18세기에는 나바호족이 그들의 좋아하는 색상인 바예타 붉은색 실을 수입하기 시작했다. 수직 직기를 사용하여 나바호족은 의복으로 입는 담요를 짜고, 1880년대 이후에는 무역을 위해 양탄자를 짰다. 나바호족은 펜실베이니아에서 수입된 저먼타운(Germantown)과 같은 상업용 양모를 거래했다. 교역소의 유럽-미국 정착민들의 영향으로 나바호족은 "투 그레이 힐스"(주로 검은색과 흰색에 전통적인 패턴), "티크 노스 포스"(다채롭고 매우 광범위한 패턴), "가나도"(돈 로렌조 허블에 의해 설립됨), 검은색과 흰색이 섞인 붉은색 위주의 패턴, "크리스털"(J. B. 무어에 의해 설립됨), "오리엔탈"과 페르시아 스타일(거의 항상 천연 염료 사용), "와이드 루인스", "친리", 줄무늬 기하학적 패턴, "클라게토", 다이아몬드형 패턴, "레드 메사"와 대담한 다이아몬드 패턴을 포함한 새롭고 독특한 스타일을 만들었다. 이 패턴들 중 다수는 네겹 대칭을 나타내며, 이는 조화 또는 호조(hózhó)에 대한 전통적인 사상을 구현한다고 여겨진다.

### 아마존 문화
아마존 분지의 원주민들 사이에서는 야자나무바스트 섬유로 촘촘하게 짜여진 모기장 또는 텐트가 파노족, 투피남바족, 서부 투카노족, 야메오족, 자파로아족, 그리고 아마도 중앙 우알랴가강 분지의 원주민들(스튜어드 1963:520)에 의해 사용되었다. 아구아헤 야자 바스트(Mauritia flexuosa, Mauritia minor, 또는 습지 야자)와 참비라 야자(아스트로카리움 참비라, A.munbaca, A.tucuma, 쿠마레 또는 투쿰으로도 알려짐)의 잎창은 우라리나족이 페루 아마존에서 끈, 그물 가방, 해먹을 만들고 직물을 짜는 데 수세기 동안 사용되었다. 우라리나족 사이에서 짜여진 야자 섬유 제품의 생산은 우라리나족의 원시 시대를 참조함으로써 진정성을 얻는 다양한 정도의 미적 태도를 부여받는다. 우라리나 신화는 직조의 중심성과 우라리나 사회를 형성하는 데 있어 그 역할을 증명한다. 홍수 이후의 창조 신화는 우라리나 사회 재생산에 있어 여성의 직조 지식에 중추적인 역할을 부여한다.

비록 야자 섬유 천이 장례식을 통해 정기적으로 순환에서 제거되더라도, 우라리나 야자 섬유 재산은 노동과 교환의 근본적인 매체이기 때문에 완전히 양도 불가능하거나 대체 가능하지 않다. 야자 섬유 재산의 순환은 결혼과 가상의 친족 (compadrazco, 영적 동료애)에서부터 사망한 사람들과의 관계를 영속시키는 것에 이르기까지 다양한 사회적 관계를 안정화시킨다.

## 컴퓨터 과학
엔비디아의 병렬 스레드 실행 ISA는 일부 용어(특히 동시 처리 스레드 그룹을 나타내는 Warp 용어)를 역사적인 직조 전통에서 차용했다.

## 성별 정치

### 여성 노동
직조는 일반적으로 고용, 문화적 관습 또는 여가의 일부로서 "여성들의 일"로 간주되는 관행이다. 직조를 여성의 일로 분류하는 것은 미술사, 인류학, 사회학, 심리학 등 많은 분야에 스며들었다. 여성들이 문명 역사에 크게 기여하지 않았다고 주장하면서 지그문트 프로이트는 "그들이 발명했을지도 모르는 한 가지 기술은 땋기와 직조이다"라고 썼다.
여성 노동은 종종 서양 역사와 문화를 구축하는 중심 활동으로 기록되지 않는다. 그러나 일부 인류학자들은 직물 생산이 사회의 설립과 성장을 촉진했으며, 따라서 여성들은 공동체를 영속시키는 데 필수적이었다고 주장한다. 그들의 문화에 중요한 이야기, 신념, 상징을 기록하기 위해 여성들은 직조, 자수, 또는 다른 섬유 예술 관행에 참여했다. 이러한 관행은 미술사, 신화, 구전 역사를 통해 수세기 동안 존재해 왔으며 오늘날에도 여전히 행해지고 있다.

### 주류 미술계에서의 수용
직조는 도예, 자수, 바구니 세공 등 다른 예술 형태와 함께 종종 "공예"로 분류된다. 역사적으로 "공예가"로 여겨지는 예술가들과 전통적인 회화 및 조각 매체에서 작업하는 예술가들 사이에는 계층이 존재했다. 전통적인 예술가들은 장인들을 소수로 유지하려 했기 때문에 공예로 여겨지는 예술에 대한 수용은 거의 없었다.

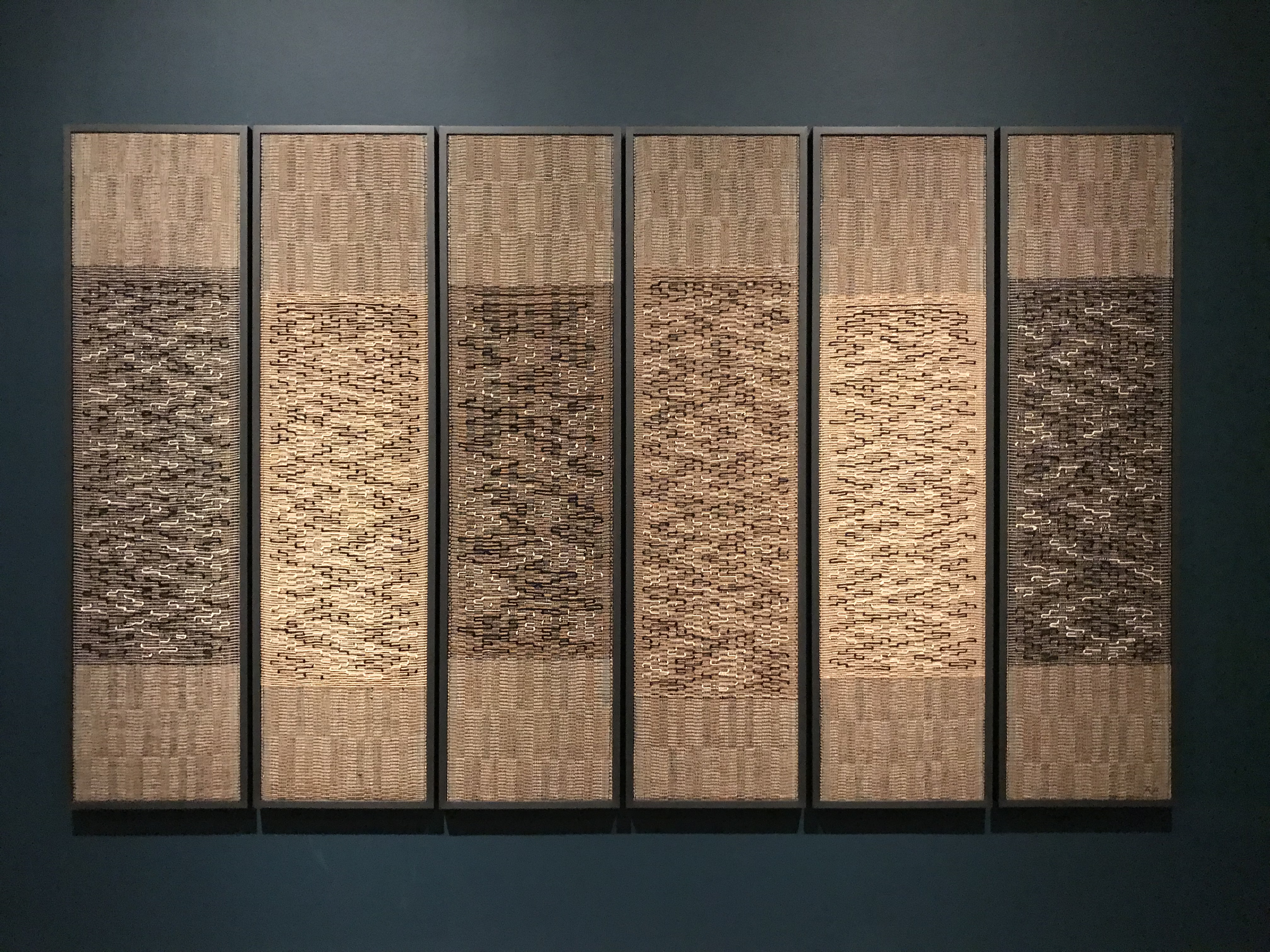
2018년 테이트 모던에서 열린 아니 알베르스 회고전에 전시된 직물 작품 사진.

1939년, 미술 비평가 클레멘트 그린버그는 "아방가르드와 키치"를 저술하며 "고급" 예술과 "저급" 예술에 대한 자신의 생각을 제시했다. 그의 "저급" 예술에 대한 정의는 아마도 20세기 초 아돌프 로스와 칼 셰플러 같은 비평가들이 장식과 장식성을 여성성과 연결시킨 이론의 영향을 받았을 것이다. 그린버그는 명시적으로 "공예"라는 단어를 사용하지 않았지만, 많은 학자들은 이것이 서양에서 직조, 더 나아가 공예로 간주되는 예술에 대한 반대의 기원 중 하나라고 주장한다.
최근에야 미술계는 직조를 예술 형태로 인식하고 직조된 작품을 예술 오브제로 전시하기 시작했다. 로스앤젤레스 현대미술관의 "With Pleasure: Pattern and Decoration in American Art 1972–1985"와 같이 미술사적 정립에서 직물의 중요성을 확인하기 위한 대규모 전시회가 기획되었다. 아니 알베르스, 레노어 토니, 막달레나 아바카노비치, 올가 데 아마랄, 셰일라 힉스와 같은 여성 직조공들은 이제 전 세계적으로 전시회와 대규모 회고전의 주제가 되고 있다.

## 같이 보기
- 길쌈